# Andrea Pirlo
Andrea Pirlo (Flero, 19 maggio 1979) è un allenatore di calcio ed ex calciatore italiano, di ruolo centrocampista, tecnico dello United FC. Con la nazionale italiana è diventato campione del mondo nel 2006 e vicecampione d'Europa nel 2012.
Soprannominato il Maestro e il Metronomo, si è segnalato sin da giovane come uno dei maggiori talenti espressi dal calcio italiano. È considerato uno dei più grandi centrocampisti di tutti i tempi oltreché uno dei più forti registi della storia del calcio. Quattro volte fra i tre migliori registi dell'anno secondo l'IFFHS (tra il 2006 e il 2015), in altrettante occasioni è stato inserito tra i 23 candidati al Pallone d'oro, classificandosi nono nel 2006, quinto nel 2007, settimo nel 2012 e decimo nel 2013.
Ha giocato con Brescia, Inter e Reggina prima di passare al Milan, squadra in cui è stato titolare inamovibile nello schema tattico del tecnico Carlo Ancelotti e con cui ha vinto, in dieci anni di militanza, due scudetti, una Coppa Italia, una Supercoppa italiana, due UEFA Champions League, due Supercoppe UEFA e una Coppa del mondo per club FIFA. Dal 2011 al 2015 è stato un giocatore della Juventus, con cui ha vinto quattro scudetti, due Supercoppe italiane e una Coppa Italia.
Con la nazionale vanta 116 presenze – settimo nella classifica assoluta – e 13 reti. Ha partecipato a tre mondiali, tre europei e due Confederations Cup. Insieme a Daniele De Rossi e Mario Balotelli, è uno dei tre giocatori ad aver segnato almeno una rete in ognuna delle tre principali competizioni calcistiche dell'epoca disputate dalla nazionale maggiore (mondiale, europeo e Confederations Cup). Detiene inoltre il primato di presenze (37, alla pari di Francesco Bardi) e di reti (15, alla pari di Alberto Gilardino) con la nazionale italiana Under-21.
Intrapresa la carriera da allenatore, nella stagione d'esordio 2020-2021 ha vinto con la Juventus una Coppa Italia e una Supercoppa italiana.

## Biografia
Dal 2001 al 2014 è stato sposato con Deborah, con cui ha avuto due figli, nati rispettivamente nel 2003 e nel 2006. Dal 2014 è legato a Valentina, con cui ha avuto due figli gemelli, nati a New York nel 2017, con la quale si è risposato a Torino nel 2022. Nel 2021 interpreta se stesso nella miniserie Speravo de morì prima.

## Caratteristiche tecniche

### Giocatore
(Marcello Lippi)

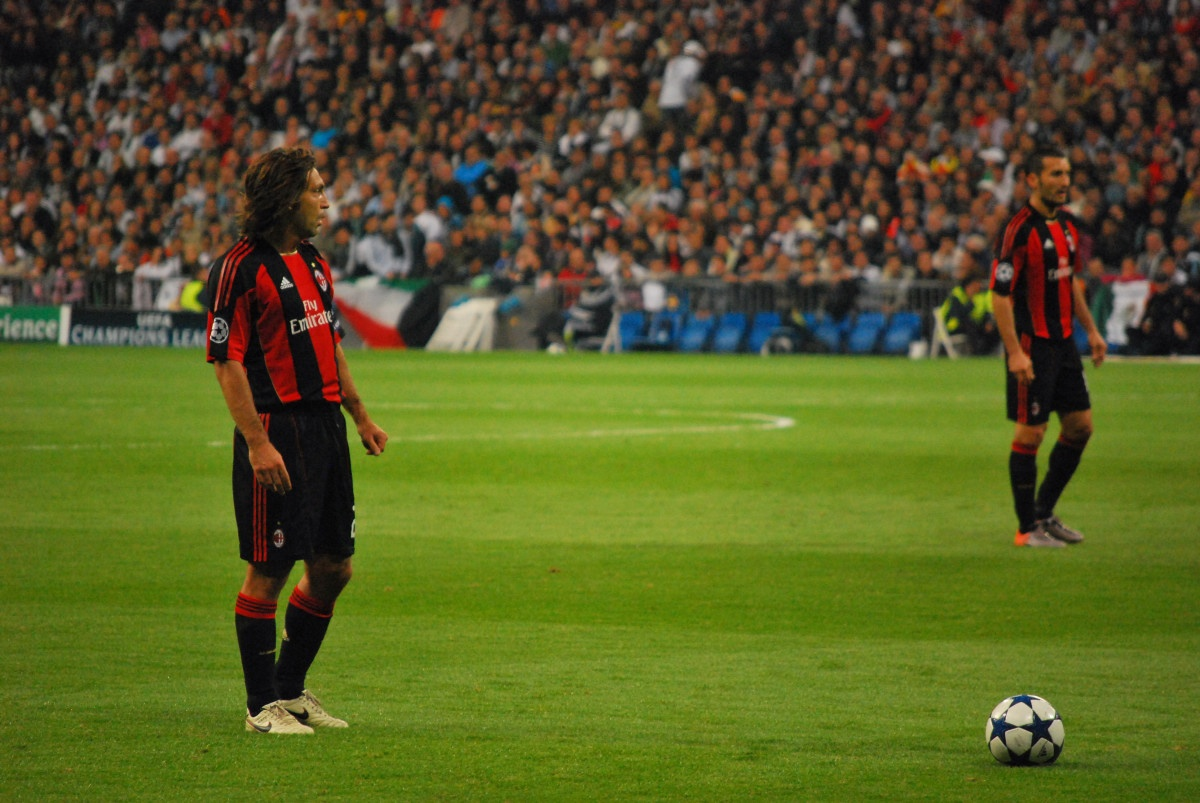
Pirlo, con la maglia del, in attesa di calciare una punizione, pezzo forte del suo repertorio balistico

Accostato per alcune caratteristiche a Gianni Rivera, in giovane età ha giocato spesso in posizione di trequartista; in seguito, durante la sua militanza nel Brescia, ha iniziato ad agire stabilmente da regista di centrocampo, per volere dell'allenatore Carlo Mazzone.
Dotato di grande tecnica e di una visione totale del campo, era in grado di effettuare passaggi con estrema precisione. Pur non essendo molto veloce, era dotato di un ottimo dribbling, che nasceva principalmente da finte di corpo che gli consentivano di liberarsi dell'avversario.
Era inoltre uno specialista nell'esecuzione dei calci piazzati, che si trattasse di rigori – talvolta eseguiti col gesto del cucchiaio – o di punizioni; per affinare quest'ultima abilità si è ispirato dapprima a Roberto Baggio, suo compagno di squadra nelle stagioni 1998-1999 e 2000-2001, e in seguito a Juninho Pernambucano: a partire dal 2005 ha infatti aggiunto al proprio repertorio un nuovo modo di calciare le punizioni, «l'ascensore» (o, come ribattezzato successivamente, «la maledetta»), una tecnica che consente di imprimere al pallone traiettorie imprevedibili sfruttando l'effetto Magnus.
Pirlo è il secondo giocatore con il maggior numero di gol (26) realizzati su punizione in Serie A, alle spalle di Siniša Mihajlović (28). Nella classifica dei centri realizzati nella stessa maniera in Champions League è terzo con 5 gol, dietro Juninho Pernambucano (10) e Cristiano Ronaldo. Nell'arco della sua carriera, sono 46 le reti realizzate complessivamente su calcio piazzato.

## Carriera

### Giocatore

#### Club

##### Brescia
Dopo aver mosso i primi passi nel Flero, squadra dell'omonimo paese dove è cresciuto, e nella Voluntas, è poi entrato nel settore giovanile del Brescia, giocando come mezzapunta.
Nella stagione 1994-1995 ha ottenuto la sua prima presenza tra i professionisti, quando il 21 maggio 1995, con il Brescia già retrocesso, ha esordito in Serie A sostituendo Marco Schenardi nella partita Reggiana-Brescia (2-0) disputata allo stadio Giglio, diventando a 16 anni e 2 giorni il più giovane esordiente della squadra lombarda nella massima serie. La stagione seguente non è mai stato impiegato con la prima squadra, mentre con la formazione Primavera ha vinto il Torneo di Viareggio.
Nella stagione 1996-1997 è entrato a far parte della prima squadra, sotto la guida dell'allenatore Edoardo Reja, e con 17 presenze e 2 reti ha contribuito alla promozione del Brescia, che ha vinto il campionato di Serie B. La stagione seguente è stato impiegato con continuità nella massima serie, dove ha realizzato 4 gol in 29 presenze il primo dei quali in Brescia-Vicenza 4-0 del 19 ottobre 1997, quando il giovane centrocampista bresciano ha chiuso le marcature per le "rondinelle". A fine stagione il Brescia è nuovamente retrocesso nella categoria cadetta.

##### Inter, Reggina e ritorno al Brescia
Nel 1998, a 19 anni, è stato ingaggiato dall'Inter, dove ha collezionato 18 presenze in campionato partendo spesso dalla panchina. In totale nel corso della stagione è stato impiegato in 32 partite, facendo il suo esordio nelle competizioni confederali in occasione di un preliminare di Champions League contro lo Skonto Riga (4-0). Nel 1999 l'Inter lo ha dato in prestito alla Reggina, club al suo primo campionato di Serie A, dove insieme a Roberto Baronio e Mohamed Kallon ha disputato un campionato da protagonista nel quale ha giocato 28 partite, realizzando 6 gol.

Da sinistra: Nicola Ventola, Paulo Sousa e Pirlo all'Inter durante il ritiro estivo della stagione 1998-1999

L'anno seguente è tornato all'Inter, ma, dopo aver trovato poco spazio nella prima parte della stagione (solo 8 presenze), a gennaio è stato ceduto in prestito al Brescia, la società nella quale era cresciuto. L'allenatore Carlo Mazzone ha deciso di arretrare la sua posizione in campo, impiegandolo come regista di centrocampo, per farlo giocare insieme a Roberto Baggio. Tra i due giocatori si è instaurata un'ottima intesa, e il Brescia ha raggiunto a fine stagione la settima posizione in Serie A, miglior piazzamento di sempre in massima serie della squadra lombarda. Di notevole fattura il gol di Baggio in Juventus-Brescia nell'aprile 2001, rete nata proprio dall'assist di Pirlo. Baggio dirà di lui:
(Roberto Baggio parla di Pirlo nel 2007)
Nel corso della stagione Pirlo ha disputato 10 partite fino ad aprile, quando durante un allenamento si è fratturato il quinto metatarso del piede destro ed è quindi dovuto rimanere fermo fino a giugno.

##### Milan

###### 2001-2003

Da sinistra: Pirlo, Rui Costa e Fatih Terim, volti nuovi del Milan nel precampionato 2001-2002

Nell'estate 2001 Pirlo viene acquistato dal Milan a titolo definitivo per circa 35 miliardi di lire (nell'ambito della stessa operazione Dražen Brnčić passa ai nerazzurri). A causa degli infortuni degli incontristi Gennaro Gattuso e Massimo Ambrosini, Pirlo, d'accordo con l'allenatore Carlo Ancelotti, è ritornato a giocare nella stessa posizione che aveva al Brescia, cioè davanti alla difesa. Il modulo rossonero in questa stagione è stato il 4-3-1-2. L'esordio in maglia rossonera è avvenuto il 20 settembre 2001 nella partita di Coppa UEFA vinta per 2-0 in casa del BATE Borisov; Pirlo è partito dalla panchina ed è subentrato nel corso dell'intervallo al compagno di squadra Massimo Donati. Il 28 febbraio seguente, nei quarti di finale di ritorno di Coppa UEFA contro il Roda JC, Pirlo ha realizzato il quarto tiro di rigore della sua squadra, contribuendo al passaggio del turno del Milan. Il 30 marzo 2002 ha realizzato su punizione il suo primo gol in rossonero, in Milan-Parma, contribuendo al 3-1 finale.
Nella stagione 2002-2003 il Milan ha giocato con il modulo "ad albero di Natale" (il 4-3-2-1), in modo tale da far convivere nella stessa formazione giocatori come Seedorf, Rui Costa, Rivaldo e lo stesso Pirlo. Da questo momento in poi Pirlo è stato schierato come regista davanti alla linea difensiva, affiancato a centrocampo da Seedorf e da Gattuso. A fine stagione, qualche giorno prima di disputare e vincere la Coppa Italia contro la Roma, ha giocato titolare la finale di Champions League contro la Juventus: Pirlo è uscito al 71' e il Milan ha poi battuto i bianconeri ai tiri di rigore dopo lo 0-0 dei tempi regolamentari e supplementari.

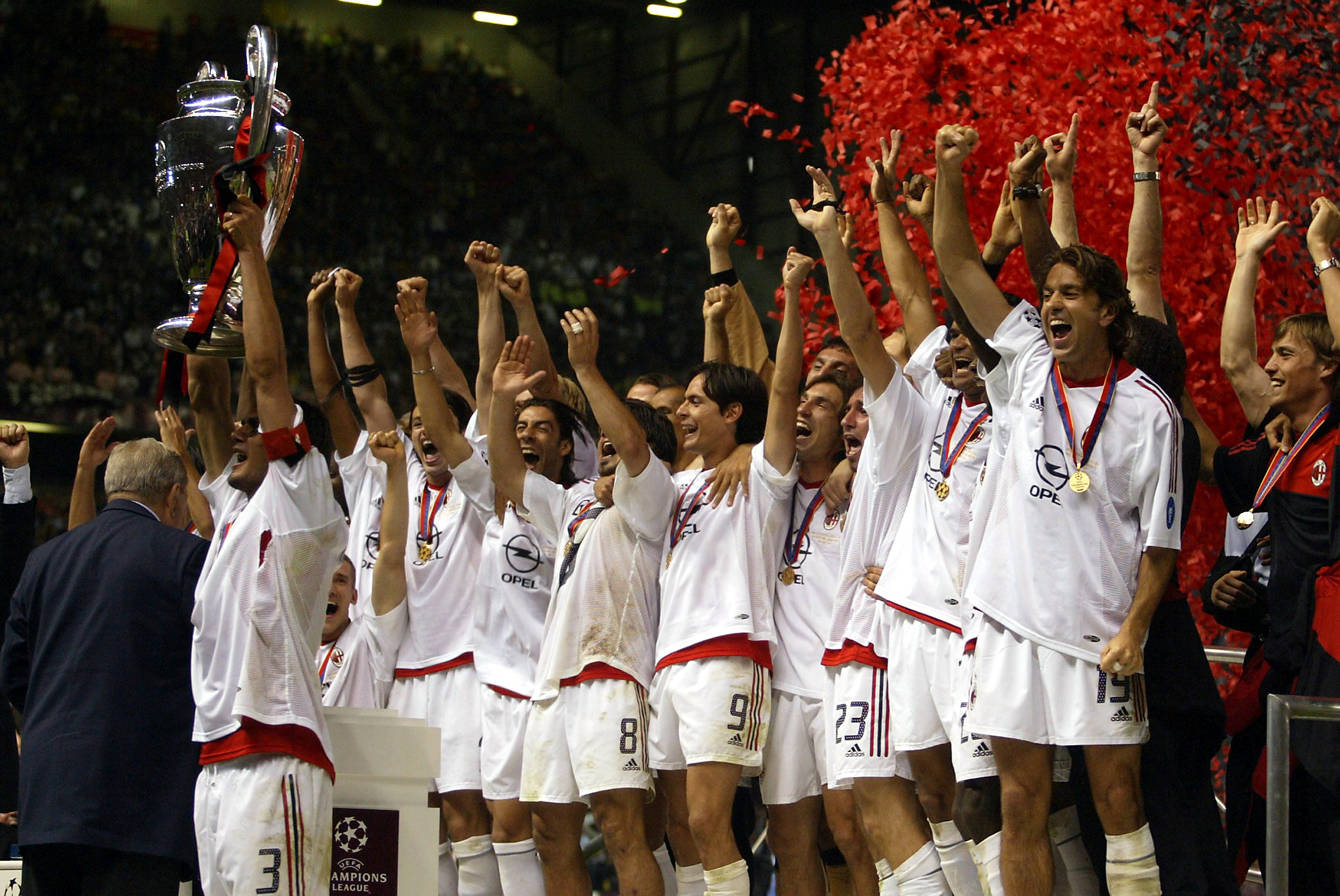
Pirlo mentre festeggia con i compagni la vittoria nella finale di Manchester

In questa stagione Pirlo ha totalizzato 42 presenze e segnato 9 reti (di cui 8 su calcio di rigore), firmando quello che è il suo record di marcature in una stagione e in Serie A, visto che tutte le reti vennero realizzate in campionato. Da questa stagione in poi, Pirlo, che nel nuovo ruolo è stato definito da Parreira uno "Zico davanti alla difesa", è diventato un giocatore insostituibile nei piani tattici del Milan e anche un punto fermo della nazionale italiana.

###### 2003-2005
All'inizio della stagione 2003-2004 il Milan ha affrontato la Juventus in Supercoppa italiana, perdendo ai tiri di rigore dopo l'1-1 dei supplementari (gol, entrambi all'overtime, dello stesso Pirlo e di David Trezeguet); il centrocampista rossonero aveva anche realizzato il primo tiro dal dischetto della serie necessaria per assegnare la vittoria. Dopo questa sconfitta i rossoneri hanno vinto a Monte Carlo la Supercoppa UEFA contro il Porto, (futuro vincitore della Champions League 2003-2004), mentre hanno perso la Coppa Intercontinentale contro gli argentini del Boca Juniors ai tiri di rigore, complici gli errori dello stesso Pirlo, di Seedorf e di Costacurta.
Nell'andata dei quarti di finale di Champions League contro il Deportivo La Coruña, Pirlo realizza la prima rete stagionale nella competizione, contribuendo al 4-1 del Milan. Tuttavia, nella gara di ritorno, gli spagnoli hanno ribaltato il risultato ed eliminato i rossoneri dalla competizione. La clamorosa sconfitta ha suscitato tanti interrogativi; lo stesso Pirlo, nella sua autobiografia pubblicata nel 2014, ha sollevato forti sospetti riguardo al possibile utilizzo da parte della squadra avversaria di sostanze dopanti: «Non sono in possesso di prove, per cui la mia non è un'accusa, mai mi permetterei di formularla. Semplicemente è un pensiero cattivo che mi sono concesso, però per la prima e unica volta nella vita mi è venuto il dubbio che qualcuno sul mio stesso campo potesse essersi dopato». A fine stagione, conclusa da protagonista con 44 presenze e 8 reti, ha vinto il suo primo scudetto (il 17º della storia rossonera).

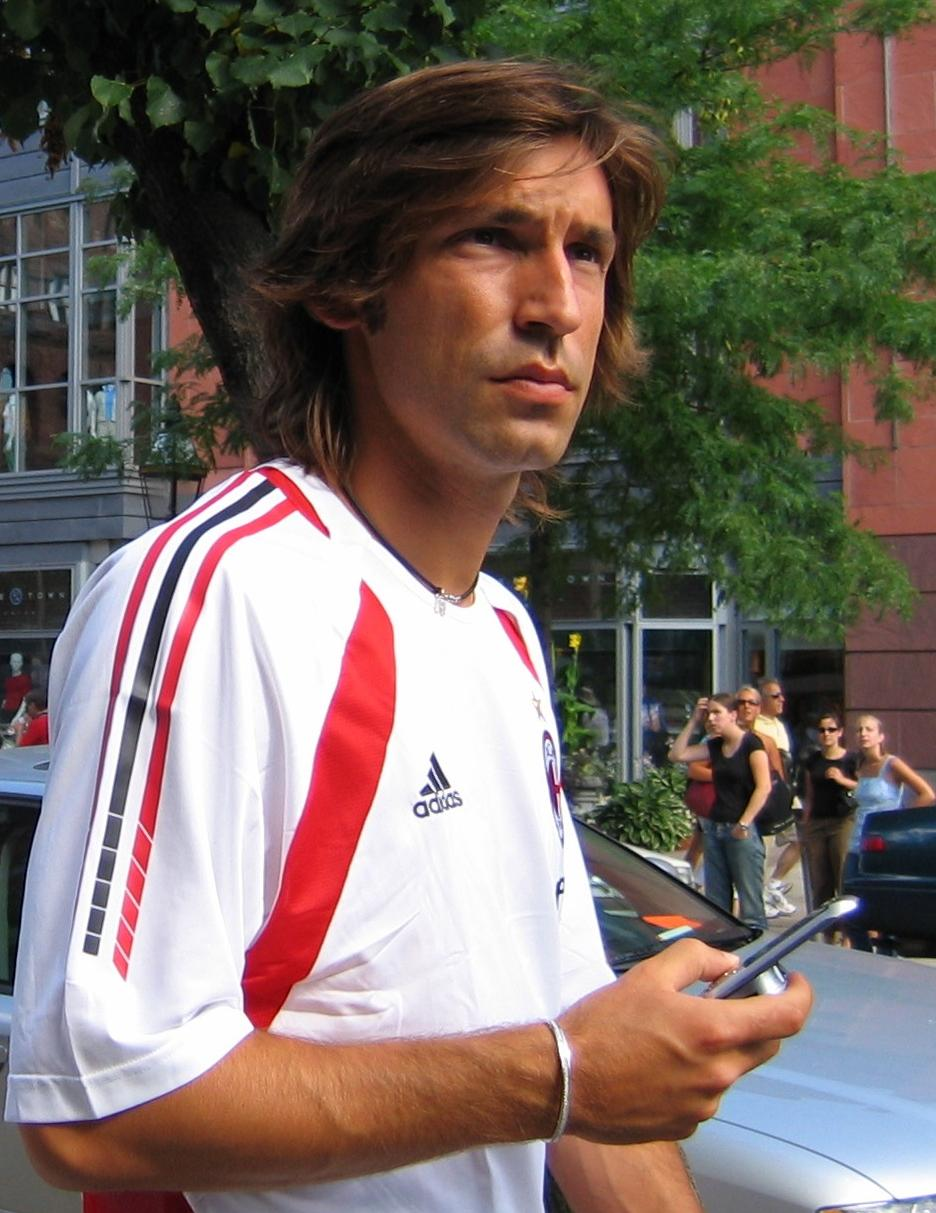
Pirlo in maglia rossonera nel 2005

Il 21 agosto 2004 i rossoneri battono la Lazio per 3-0 a San Siro grazie a una tripletta di Ševčenko e si aggiudicano la loro quinta Supercoppa nazionale inaugurando così la stagione 2004-2005. In Champions League, il Milan ha raggiunto la finale contro il Liverpool, perdendo ai tiri di rigore a seguito di un rocambolesco 3-3 nei tempi regolamentari: nell'occasione Pirlo ha fallito, insieme ai compagni Serginho e Ševčenko, uno dei tiri dal dischetto che hanno portato i rossoneri alla sconfitta. Dopo questa dolorosa finale, Pirlo ha pensato addirittura di lasciare il calcio giocato.
(Andrea Pirlo racconta la finale di Istanbul nell'autobiografia Penso quindi gioco)

###### 2005-2011
Nella stagione 2005-2006, dopo la sconfitta in semifinale di Champions contro il Barcellona, poi vincitore del trofeo, la squadra rossonera si è classificata terza in campionato, dopo essere stata declassata dal secondo posto ottenuto sul campo a seguito dello scandalo Calciopoli. Pirlo ha concluso la stagione con 5 reti in 49 partite.

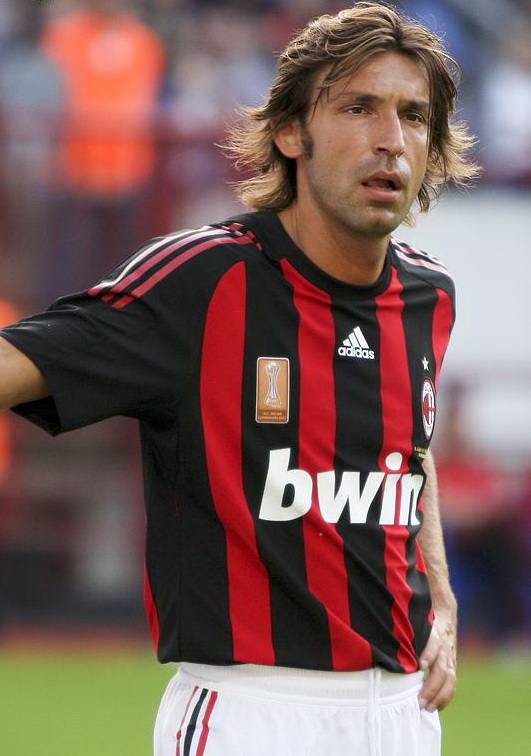
Pirlo in maglia rossonera nel 2008

Nella stagione successiva Pirlo, dopo il successo al campionato del mondo 2006 in Germania, si è classificato 9º nel Pallone d'oro 2006, premio vinto dal compagno di squadra Fabio Cannavaro. Dopo la vittoria in semifinale contro il Manchester United (alla quale Pirlo contribuisce con l'assist per il secondo gol del Milan, firmato da Clarence Seedorf), il Milan tornò in finale di Champions League, nuovamente contro il Liverpool, vincendo per 2-1 e ottenendo la rivincita della finale disputata due anni prima. Pirlo ha propiziato con un calcio di punizione il primo dei due gol di Filippo Inzaghi, che ha descritto così la giocata del compagno:
(Filippo Inzaghi sull'assist di Pirlo nella finale di Champions League contro il Liverpool nel 2007 ad Atene)
Nella stagione successiva Pirlo, dopo il successo in Champions League, si è classificato 5º nel Pallone d'oro 2007, vinto dal compagno di squadra Kaká. Il Milan nel corso dell'annata ha vinto la Supercoppa UEFA contro il Siviglia e la Coppa del mondo per club contro il Boca Juniors.
All'inizio della stagione 2009-2010, dopo l'addio di Carlo Ancelotti e l'arrivo di Leonardo in panchina, Pirlo è stato sul punto di seguire il suo ex allenatore al Chelsea, ma il trasferimento è stato bloccato dal presidente milanista Silvio Berlusconi. In un'annata scevra di successi, seppur conclusa al terzo posto in campionato, ha segnato la sua unica rete nel successo in Champions League per 3-2 sul campo del Real Madrid.
Il 7 maggio 2011, dopo una stagione segnata da diversi infortuni, ha vinto lo scudetto con i rossoneri a due giornate dal termine del campionato grazie allo 0-0 contro la Roma. Il 18 maggio 2011, non rientrando più nei piani del tecnico Massimiliano Allegri per ragioni tattiche – «nel mio ruolo [...] preferiva altri giocatori» – né in quelli della società che lo considera ormai avviato al tramonto della carriera, non accetta il rinnovo di contratto offertogli – «il Milan ha deciso che non servivo più. L'ho capito subito durante quel colloquio» – e decide di svincolarsi dai rossoneri dopo dieci anni.
Con il Milan, Pirlo ha disputato 401 partite nelle quali ha segnato 41 gol, vincendo 2 Champions League, 2 Supercoppe UEFA, una Coppa del mondo per club FIFA, 2 scudetti, una Coppa Italia e una Supercoppa italiana. È inoltre il giocatore che ha disputato più partite in una singola stagione nella storia del Milan: 52 nell'annata 2006-2007.

##### Juventus

###### 2011-2013
(Andrea Pirlo, 11 maggio 2012)

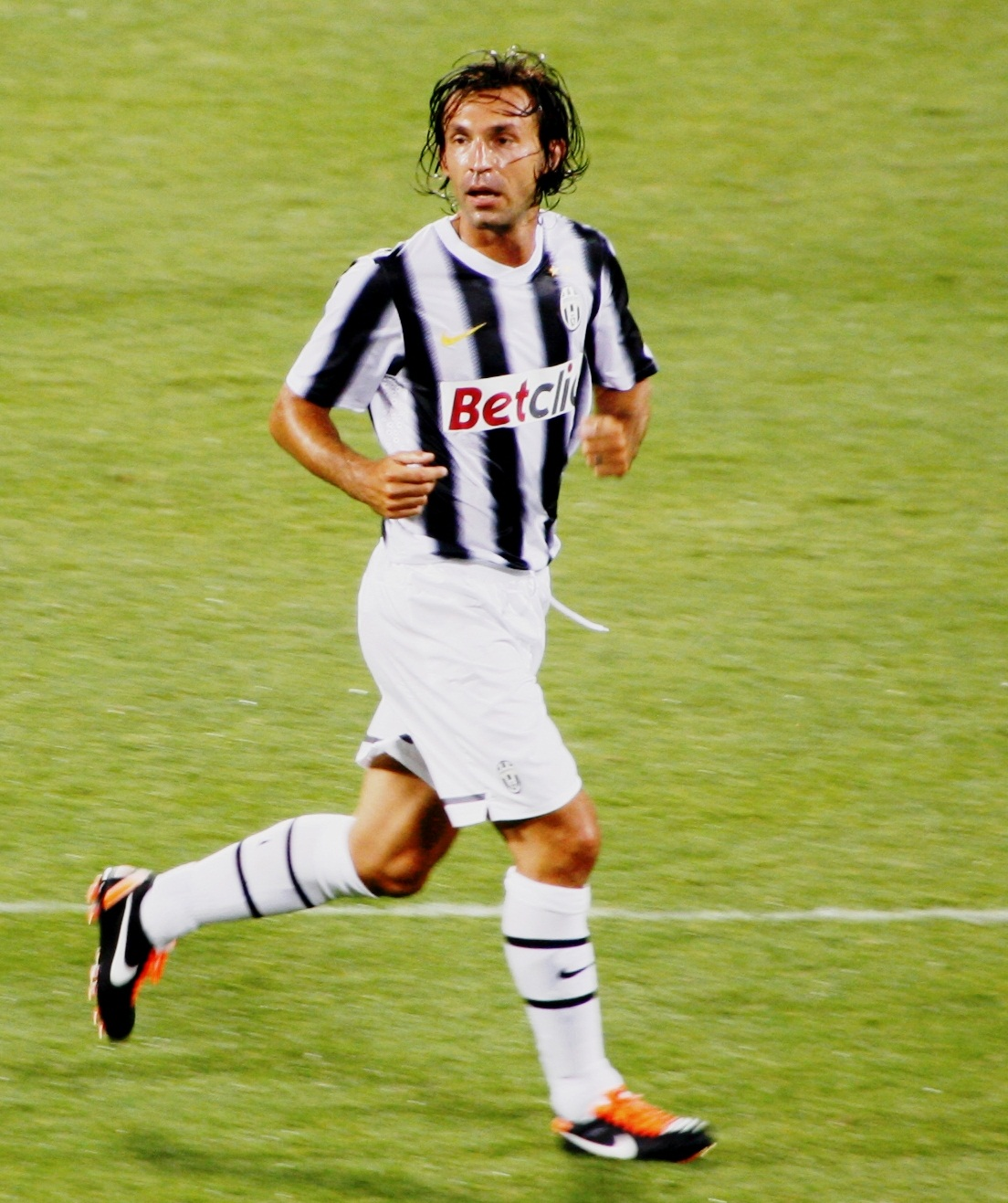
Pirlo al debutto con la nel precampionato dell'estate 2011

Dopo avere indossato per dieci stagioni la maglia rossonera, nell'estate del 2011 si accasa a parametro zero alla Juventus. Nonostante i numerosi dubbi della vigilia da parte degli addetti ai lavori, al contrario l'avventura torinese ha costituito una sorta di seconda giovinezza per Pirlo, il cui innesto si è rivelato determinante per il ritorno ai vertici del club bianconero dopo i difficili anni post-Calciopoli e annesso avvio di un nuovo ciclo di vittorie.
Ha esordito in maglia bianconera l'11 settembre 2011 nella partita di campionato contro il Parma (4-1), gara nella quale ha realizzato gli assist per il primo e il quarto gol della squadra torinese segnati rispettivamente da Lichtsteiner e Marchisio. Ha segnato il primo gol in maglia bianconera nella partita Juventus-Catania 3-1 del 18 febbraio 2012, sfruttando un calcio di punizione. L'11 marzo 2012, in occasione della gara della 27ª giornata di campionato contro il Genoa, ha disputato la 400ª partita in Serie A. Il 6 maggio 2012, col successo sul Cagliari sul campo neutro di Trieste, si è aggiudicato lo scudetto coi bianconeri. Ha concluso la stagione con 13 assist e 3 reti in campionato. L'AIC lo ha premiato con il titolo di miglior calciatore assoluto della Serie A 2011-2012. Sempre in questa stagione si è classificato al quarto posto dell'UEFA Best Player in Europe Award.
L'11 agosto 2012 ha vinto la sua seconda Supercoppa italiana grazie al risultato di 4-2 sul Napoli. Alla fine dell'anno solare si classifica 7º al Pallone d'oro FIFA 2012, vinto poi dall'argentino Lionel Messi, e viene inserito nella Squadra dell'anno UEFA. Il quotidiano inglese The Guardian lo classifica 8º tra i migliori calciatori dell'anno.

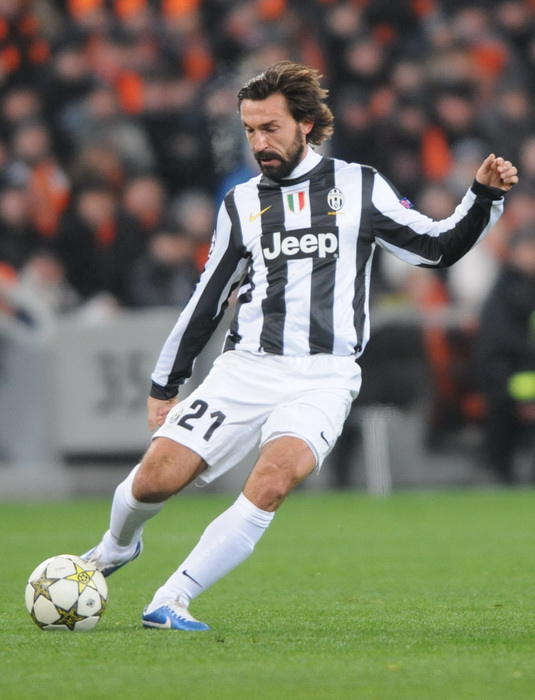
Pirlo in azione in maglia bianconera nella sfida di Champions League del 5 dicembre 2012 contro lo Shakhtar

Il 5 maggio 2013, grazie alla vittoria casalinga per 1-0 sul Palermo, ha vinto il terzo scudetto personale di fila. Conclude la stagione con 5 gol, tutti su calcio di punizione; risulta così il miglior tiratore del campionato sotto questo aspetto, a pari merito con Francesco Lodi. A fine stagione l'azienda Bloomberg lo ha classificato al quinto posto tra i migliori giocatori europei.

###### 2013-2015
Il 18 agosto 2013 ha vinto la sua terza Supercoppa italiana, seconda consecutiva con la maglia della Juventus, a seguito del risultato di 4-0 sulla Lazio. Nello stesso anno si classifica 10º per il Pallone d'oro FIFA 2013, vinto poi dal portoghese Cristiano Ronaldo. Il 26 ottobre disputa da titolare Real Madrid-Juventus (2-1), gara valida per i gironi di Champions League 2013-2014; al momento della sua uscita dal campo, al 59', tutto il pubblico del Santiago Bernabéu gli tributa una standing ovation così com'era successo solo ad un altro giocatore bianconero, Alessandro Del Piero.
Ha segnato il suo primo gol in Europa League, e primo gol europeo con la maglia della Juventus, il 20 marzo nella trasferta contro la Fiorentina, finita poi 0-1, su calcio di punizione, nella sfida di ritorno degli ottavi di finale. Il 10 aprile 2014, nel ritorno dei quarti di finale di Europa League contro il Lione ha realizzato il gol che ha aperto le marcature, sempre su punizione, nella partita conclusasi 2-1: anche grazie al suo gol i bianconeri sono approdati in semifinale; con questa rete è anche diventato, con sei realizzazioni, il miglior tiratore stagionale su calcio di punizione in Europa.

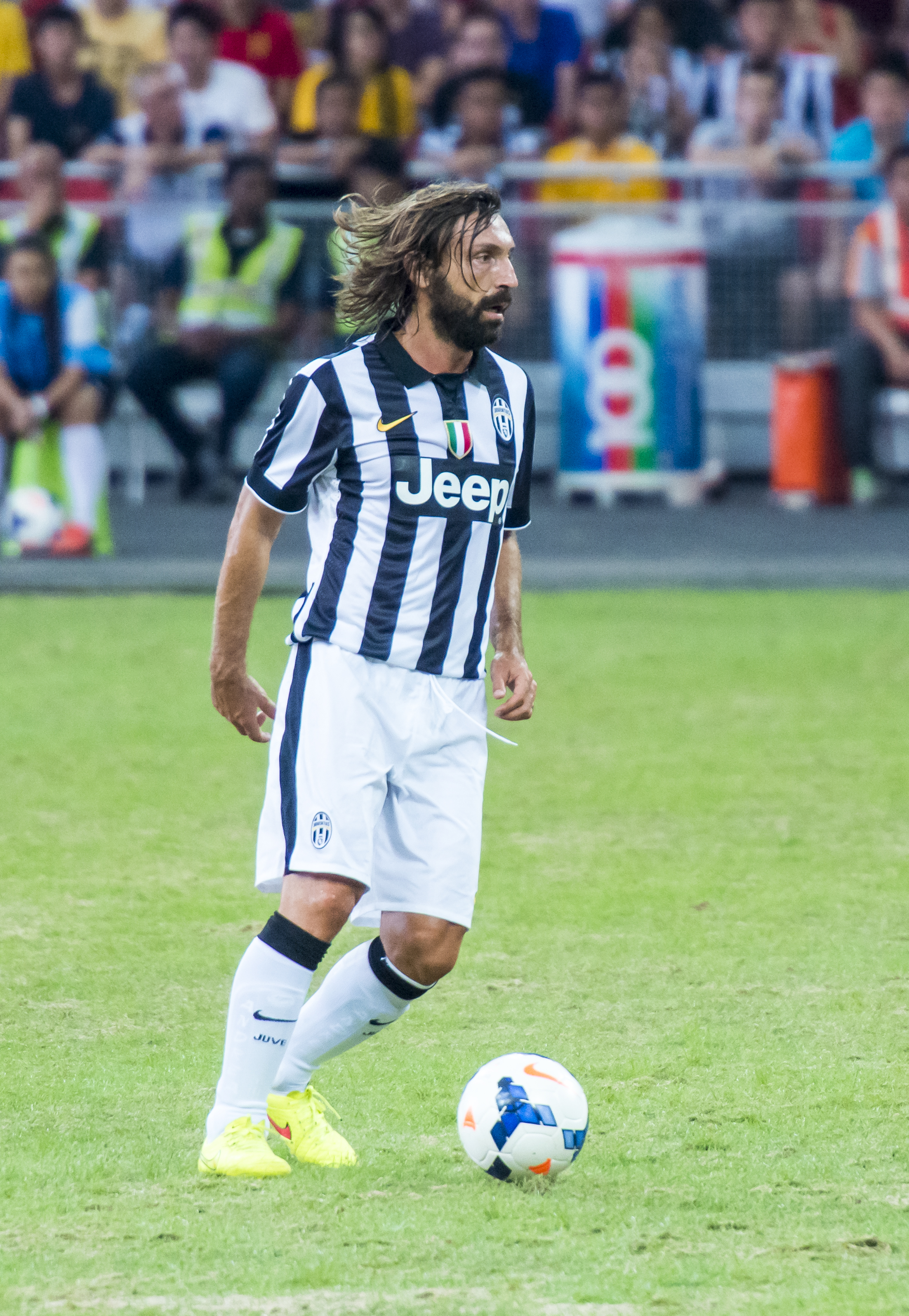
Pirlo con la Juventus durante la tournée in Asia e Australia dell'estate 2014

Il 4 maggio, grazie alla sconfitta della Roma contro il Catania (4-1), vince il suo quarto scudetto consecutivo, il terzo con la Juventus. Dopo aver chiuso la stagione con 45 presenze, 6 reti, tutte realizzate su calcio di punizione, e 6 assist all'attivo, è stato inserito nella lista dei 18 migliori giocatori dell'Europa League 2013-2014.
All'inizio della stagione 2014-2015, dopo le improvvise dimissioni di Conte, sulla panchina torinese arriva Massimiliano Allegri, proprio colui che tre anni prima era stato tra i motivi dell'addio di Pirlo al Milan: nonostante gli screzi passati, i due ricuciono in breve il rapporto – «abbiamo messo una pietra sopra al passato, se non si fa così non si va da nessuna parte» –, sicché il fantasista bresciano rimane tra i punti fermi della squadra piemontese. Il 2 maggio 2015, con la vittoria della Juventus in casa della Sampdoria (0-1), Pirlo si aggiudica il suo quarto scudetto bianconero e il quinto consecutivo.
Il 19 maggio 2015, in occasione del suo 36º compleanno, Pirlo viene inserito nella classifica dei migliori dieci calciatori over 35 stilata da France Football. Il giorno successivo vince la Coppa Italia battendo in finale la Lazio per 2-1; nel corso della partita, con i biancocelesti in avanti per 0-1, Pirlo batte la punizione da cui scaturirà il momentaneo pareggio dei bianconeri. Il 6 giugno perde per 1-3 la finale di Champions League contro il Barcellona. Alla conclusione della Champions League, viene inserito nella squadra ideale dell'edizione 2014-2015.

##### New York City e ritiro

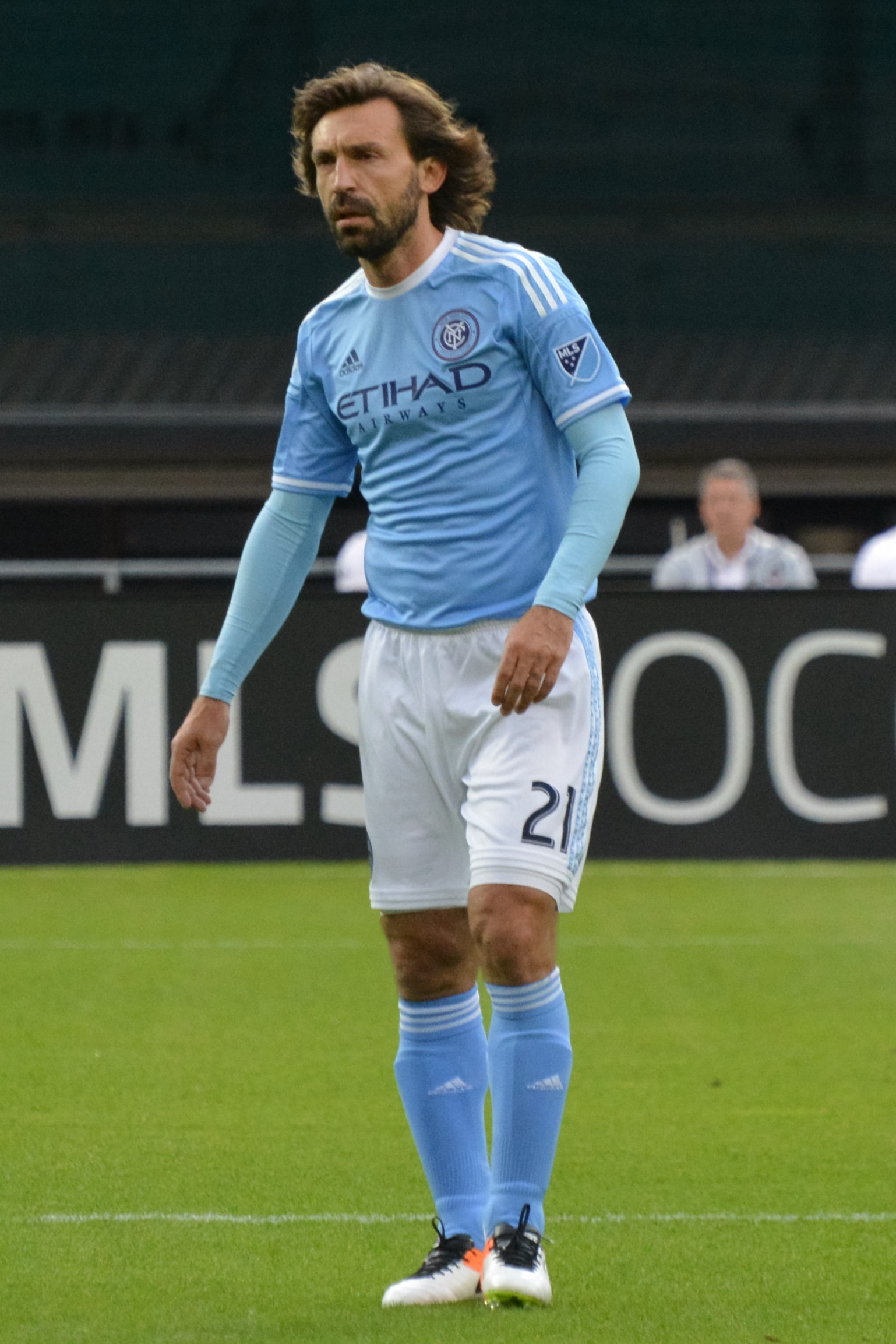
Pirlo con la maglia del New York City nel 2016

Il 6 luglio 2015 passa a titolo gratuito al New York City: il giocatore lascia dunque la Serie A con all'attivo 20 stagioni e 493 partite complessive. Esordisce nella MLS il 26 luglio, entrando al 56' del match tra New York City e Orlando City, conclusosi 5-3 per i padroni di casa. A fine stagione, le presenze in campionato saranno 13. Il 18 giugno 2016, nella vittoria casalinga sui Philadelphia Union, segna su punizione il suo primo (e unico) gol in Major League Soccer; Pirlo colleziona 32 presenze in regular season e una nei play-off, mettendo a referto anche 11 assist.
La terza stagione in MLS è la più difficile a livello personale, con il giocatore vittima di numerosi problemi fisici che non gli consentono di giocare con continuità (le presenze in regular season saranno solo 15). Il 5 novembre 2017 disputa la sua ultima partita da professionista subentrando al 90' della gara contro il Columbus Crew, valida per il ritorno della semifinale play-off di Eastern Conference.

#### Nazionale

##### Nazionale Under-21 e olimpica
Pirlo ha preso parte con la nazionale Under-21 del commissario tecnico Marco Tardelli all'europeo di categoria 2000, vinto in finale dall'Italia contro la Repubblica Ceca grazie alla sua doppietta, e del quale è stato capocannoniere con 3 gol oltreché nominato migliore giocatore. Ha poi disputato anche l'edizione del 2002, nella quale l'Italia è uscita in semifinale. Con 37 partite giocate e 15 reti segnate tra il 1998 e il 2002, è tuttora il primatista assoluto degli Azzurrini sia come presenze (alla pari di Francesco Bardi) sia come gol (alla pari di Alberto Gilardino).

Pirlo esultante con la maglia dell'Under-21 nel 1999

Contemporaneamente, con la nazionale olimpica ha preso parte ai Giochi di Sydney 2000, chiusi dall'Italia ai quarti di finale. Confermato nella rappresentativa olimpica Under-23 anche per la successiva edizione di Atene 2004, stavolta convocato come fuoriquota dal selezionatore Claudio Gentile, contribuisce alla conquista della medaglia di bronzo.

##### Nazionale maggiore

###### Gli esordi, Euro 2004
Il 7 settembre 2002, a 23 anni, esordisce in nazionale maggiore con il commissario tecnico Giovanni Trapattoni, entrando nella ripresa della partita vinta 2-0 in trasferta contro l'Azerbaigian, valida per le qualificazioni europee. Trapattoni inizia subito ad apprezzare Pirlo, esaltandone la capacità di costruzione e di interdizione, al punto tale da ridisegnare i suoi schemi tattici per far giocare più frequentemente il milanista nel centrocampo azzurro. Il 30 maggio 2004 realizza il suo primo gol in nazionale, segnando su calcio di punizione dopo essere entrato nel secondo tempo dell'amichevole Tunisia-Italia (0-4) disputata a Tunisi.
Pirlo è stato convocato da Trapattoni per il campionato d'Europa 2004 in Portogallo, dove indossa la maglia numero ventuno che lo accompagnerà anche nelle competizioni degli anni successivi. Alla vigilia della competizione, tuttavia, non parte tra i titolari e viene impiegato per la prima volta solo nella seconda sfida della fase a gironi, il pareggio per 1-1 contro la Svezia il 18 giugno allo stadio do Dragão. Disputa da titolare anche la terza e ultima gara del girone contro la Bulgaria, che malgrado la vittoria per 2-1 sancisce la prematura eliminazione dell'Italia dal torneo.

###### Mondiale 2006
Dal 2004 in poi diventa titolare nei piani tattici del nuovo CT Marcello Lippi che lo convoca con continuità. Il 26 marzo 2005 ha realizzato la sua unica doppietta in maglia azzurra contro la Scozia, gara valida per le qualificazioni mondiali.
Dopo aver disputato gran parte delle partite di qualificazione, è stato inserito dal CT Lippi tra i convocati per il campionato del mondo 2006 in Germania. Esordisce in questa competizione il 12 giugno contro il Ghana, prima gara della fase a gironi, realizzando il primo gol dell'Italia nella competizione mondiale, un destro a girare dal vertice sinistro dell'area su azione d'angolo. Nella seconda sfida del girone contro gli Stati Uniti d'America, ha realizzato su punizione l'assist ad Alberto Gilardino per il momentaneo 0-1 dell'Italia. Nella semifinale contro la Germania, ha servito l'assist vincente a Fabio Grosso per il momentaneo 0-1 dell'Italia. Quindi, nella finale contro la Francia, il centrocampista ha battuto il calcio d'angolo da cui è scaturito il gol dell'1-1 di Marco Materazzi: nell'epilogo ai tiri di rigore, Pirlo ha messo a segno il primo penalty della serie, terminata con la vittoria dell'Italia, laureatasi campione del mondo per la quarta volta nella sua storia. Durante la manifestazione in Germania si è aggiudicato il Man of the Match assegnato dalla FIFA in tre partite: Italia-Ghana, Germania-Italia e anche Italia-Francia, finale del torneo. Pirlo è stato votato terzo miglior giocatore del Mondiale dopo Zinédine Zidane e Fabio Cannavaro.

###### Euro 2008, Confederations Cup 2009 e mondiale 2010
È stato convocato dal CT Roberto Donadoni per la fase finale del campionato d'Europa 2008 in Austria e Svizzera, dove ha disputato tutte e tre le partite del girone iniziale, segnando una rete su calcio di rigore nella gara contro la Francia vinta 2-0 e decisiva per il passaggio del turno. Ha poi saltato la gara dei quarti di finale contro la Spagna, persa dall'Italia ai tiri di rigore, a causa di una squalifica per due ammonizioni ricevute nel corso della fase a gironi.
Nel giugno 2009 ha fatto parte della selezione per la Confederations Cup 2009, disputando tutte le tre partite degli azzurri nella manifestazione e realizzando anche un assist per il secondo gol di Rossi contro gli Stati Uniti- L'Italia è stata eliminata nella fase a gruppi avendo chiuso il girone B alle spalle di Brasile e Stati Uniti.
Pirlo è stato selezionato dal CT Marcello Lippi per il campionato del mondo 2010 in Sudafrica, dove, a causa di un infortunio al polpaccio sinistro, è sceso in campo solo nel secondo tempo dell'ultima partita del girone persa contro la Slovacchia, che sancisce l'eliminazione dell'Italia.

###### Euro 2012

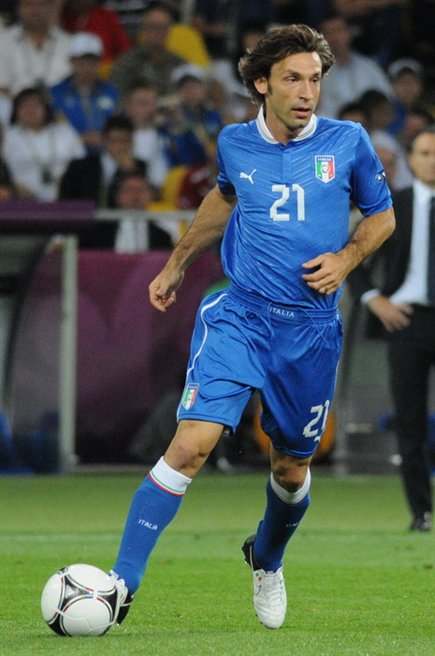
Pirlo in azione durante il quarto di finale contro l' a Euro 2012

Il 3 settembre 2010, in assenza di Gianluigi Buffon, ha indossato per la prima volta dall'inizio la fascia di capitano della nazionale italiana nella gara delle qualificazioni europee vinta 2-1 a Tallinn contro l'Estonia, partita nella quale su calcio d'angolo è stato autore dell'assist per il primo gol degli Azzurri segnato da Antonio Cassano.
Nella partita d'esordio del campionato d'Europa 2012, contro la Spagna, ha realizzato l'assist per il temporaneo 1-0 di Antonio Di Natale (risultato finale 1-1). Il 14 giugno 2012, nella seconda gara dell'europeo contro la Croazia, ha segnato su punizione il gol del momentaneo 1-0; la partita è poi terminata col punteggio di 1-1. Il 24 giugno seguente, nella partita dei quarti di finale contro l'Inghilterra, dopo lo 0-0 nei tempi regolamentari e supplementari, nell'epilogo ai tiri di rigore calcia uno dei 4 penalty decisivi per l'esito della partita, piazzando un "cucchiaio" alla sinistra di Joe Hart. Ha disputato da titolare tutte le sei partite degli Azzurri nella manifestazione, chiusa al secondo posto dopo la sconfitta in finale per 4-0 contro la Spagna; in 3 di queste partite è stato nominato man of the match dall'UEFA.

###### Confederations Cup 2013 e mondiale 2014
Convocato per la Confederations Cup 2013, nella prima gara contro il Messico del 16 giugno 2013, giocatasi al Maracanã, ha raggiunto le 100 presenze in nazionale e ha realizzato su punizione il gol del temporaneo 1-0; la partita è poi terminata col punteggio di 2-1 per l'Italia. A causa di una contrattura, Pirlo è costretto a saltare la partita finale del girone contro il Brasile. È tornato in campo nella semifinale con la Spagna, persa ai tiri di rigore.

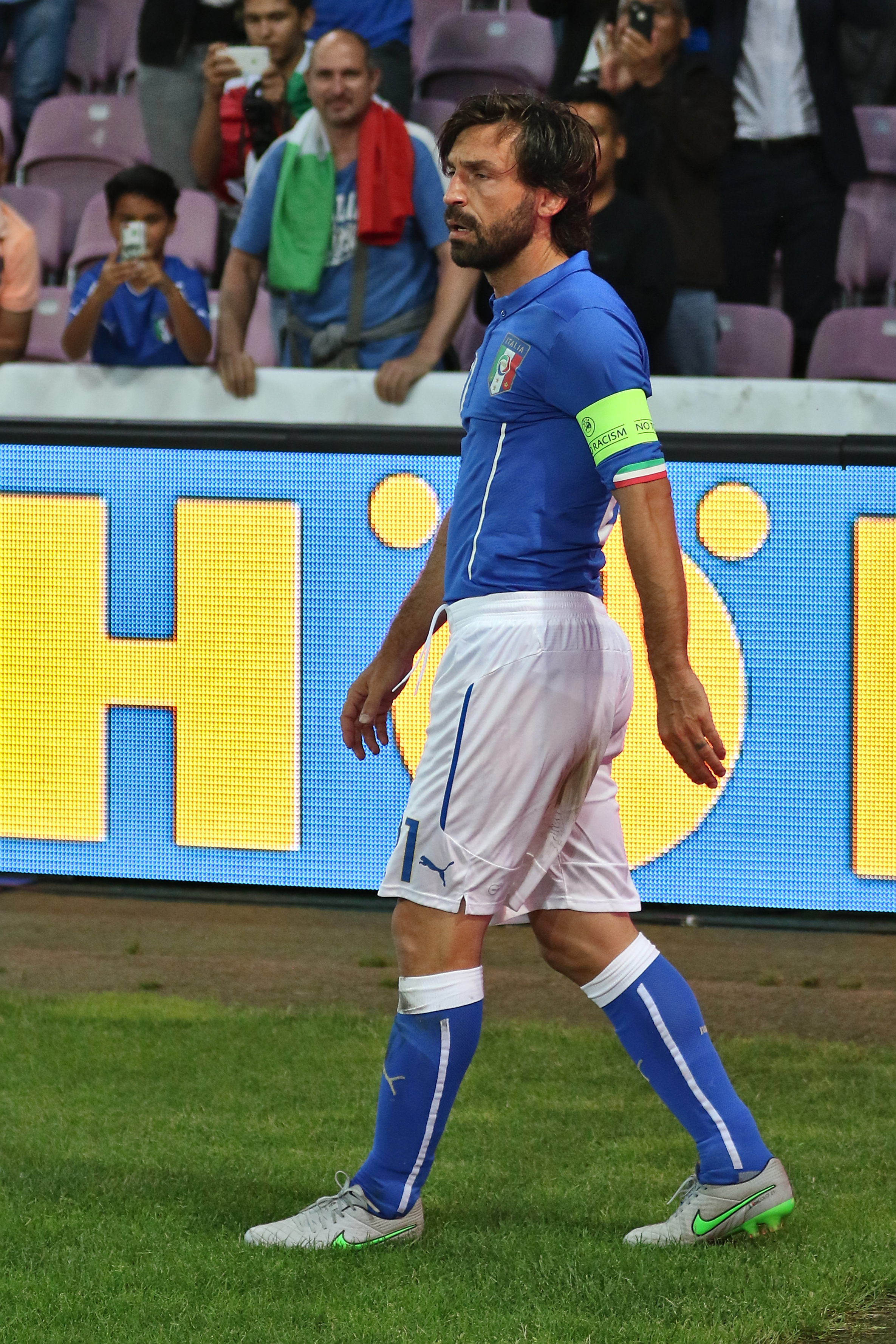
Pirlo in azione da capitano azzurro nel 2015, durante l'amichevole di Ginevra contro il

Nella prima gara del campionato del mondo 2014 contro l'Inghilterra (vinta 2-1 dagli Azzurri) ha indossato la fascia di capitano dal primo minuto a causa dell'assenza di Buffon. È partito titolare anche nelle altre due partite del primo turno contro la Costa Rica e l'Uruguay entrambe perse dall'Italia che ha così concluso al terzo posto nel girone D venendo eliminata.
Sebbene avesse reso nota, nel corso della stagione 2013-2014, l'intenzione di ritirarsi dalla nazionale al termine del mondiale, dopo l'eliminazione prematura dell'Italia Pirlo ritorna sui suoi passi, decidendo di continuare la sua avventura in maglia azzurra, di comune accordo col nuovo CT Antonio Conte. Il 10 ottobre 2014, scendendo in campo contro l'Azerbaigian, raggiunge quota 113 presenze in maglia azzurra superando Dino Zoff, fermo a 112, e portandosi al quarto posto in assoluto. Disputa tuttavia solo 4 partite nel biennio di Conte, che alla fine non lo inserisce nella lista dei convocati per il campionato d'Europa 2016, uscendo così definitivamente dal giro della nazionale.

### Allenatore

#### Juventus
Nonostante quanto aveva dichiarato sul finire della carriera agonistica – «non farò mai l'allenatore» –, una volta cessata l'attività di calciatore Pirlo torna presto sui propri passi; il 27 settembre 2018 ottiene a Coverciano la qualifica UEFA A, che lo abilita all'allenamento di tutte le formazioni giovanili e delle prime squadre fino alla Serie C, oltreché alla posizione di allenatore in seconda in Serie B e Serie A.

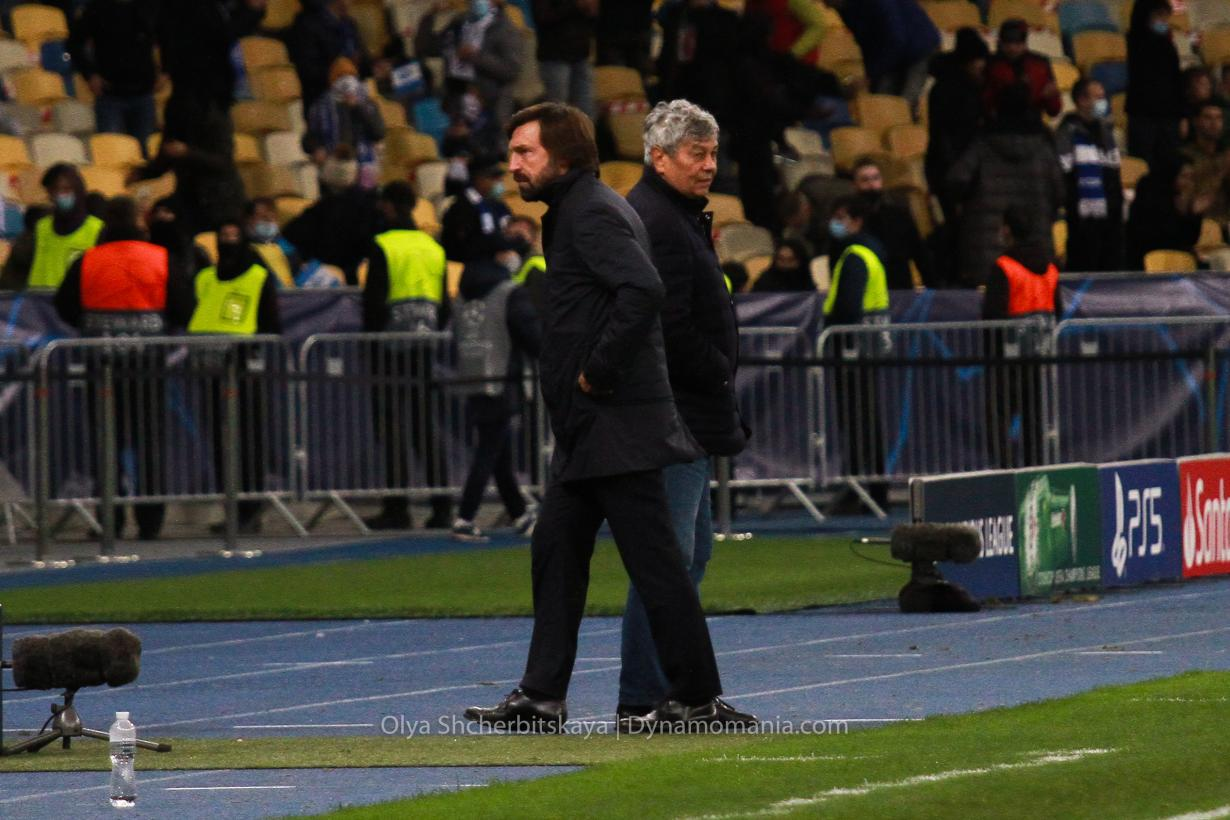
Pirlo (in primo piano), alla guida della Juventus, saluta il collega Mircea Lucescu nella trasferta di Kiev valevole per la UEFA Champions League 2020-2021

Il 30 luglio 2020 torna alla Juventus per intraprendere la sua prima esperienza in panchina, venendo inizialmente nominato tecnico della Juventus U23, la seconda squadra bianconera militante in Serie C; tuttavia l'8 agosto seguente, a seguito dell'esonero di Maurizio Sarri, viene promosso alla guida della prima squadra. Ancora sprovvisto del patentino UEFA Pro, necessario per guidare club in Serie A, il successivo 14 settembre ottiene l'abilitazione a Coverciano. Sei giorni dopo fa il suo debutto da allenatore, in occasione della vittoria casalinga juventina 3-0 sulla Sampdoria in avvio di campionato; un mese dopo, il 20 ottobre fa il suo esordio anche in Champions League, nel successo per 2-0 sul terreno della Dinamo Kiev. Il 20 gennaio 2021 vince il suo primo titolo da allenatore, aggiudicandosi la Supercoppa italiana dopo avere battuto il Napoli per 2-0 nella finale di Reggio Emilia.
Pur andando incontro a un'annata altalenante quanto a gioco e risultati, in cui la squadra bianconera abdica quale campione d'Italia dopo nove anni, la stagione si chiude in crescendo per Pirlo che il 19 maggio alza il suo secondo trofeo in panchina, la Coppa Italia, dopo avere battuto in finale, ancora a Reggio Emilia, l'Atalanta per 2-1. L'andamento globale della stagione non gli vale tuttavia la conferma in panchina anche per la successiva, venendo sostituito dal rientrante Massimiliano Allegri.

#### Fatih Karagümrük, Sampdoria e United FC
Dopo un anno d'inattività, il 12 giugno 2022 torna ad allenare, sedendosi sulla panchina del Fatih Karagümrük, club turco di Süper Lig. Sul finire di un campionato che vede la squadra stazionare a centro classifica, il 24 maggio 2023, a tre giornate dal termine, risolve il proprio contratto con la società.
Il successivo 27 giugno torna ad allenare in Italia, venendo ingaggiato dalla Sampdoria, neoretrocessa in Serie B, dove sostituisce Dejan Stanković. Termina il campionato 2023-2024 al settimo posto, qualificando la squadra blucerchiata ai play-off, dove viene eliminata al turno preliminare dal Palermo. Inizialmente viene confermato per la stagione 2024-2025, tuttavia un avvio insoddisfacente in campionato, conquistando solo un punto in tre partite, porta la società a esonerarlo il successivo 29 agosto, sostituendolo con Andrea Sottil.
Il 24 luglio 2025 diviene il nuovo allenatore dello United FC di Dubai, negli Emirati Arabi Uniti, militante nella UAE First Division, seconda divisione nazionale.

## Statistiche
Tra club, nazionale maggiore e nazionali giovanili (inclusa anche l'Italia olimpica), Pirlo ha giocato globalmente 949 partite segnando 111 reti.

### Presenze e reti nei club
| Stagione             | Squadra              | Campionato           | Campionato | Campionato | Coppe nazionali | Coppe nazionali | Coppe nazionali | Coppe continentali | Coppe continentali | Coppe continentali | Altre coppe | Altre coppe | Altre coppe | Totale | Totale |
| Stagione             | Squadra              | Comp                 | Pres       | Reti       | Comp            | Pres            | Reti            | Comp               | Pres               | Reti               | Comp        | Pres        | Reti        | Pres   | Reti   |
| -------------------- | -------------------- | -------------------- | ---------- | ---------- | --------------- | --------------- | --------------- | ------------------ | ------------------ | ------------------ | ----------- | ----------- | ----------- | ------ | ------ |
| 1994-1995            | Brescia              | A                    | 1          | 0          | CI              | 0               | 0               | -                  | -                  | -                  | -           | -           | -           | 1      | 0      |
| 1995-1996            | Brescia              | B                    | 0          | 0          | CI              | 0               | 0               | -                  | -                  | -                  | -           | -           | -           | 0      | 0      |
| 1996-1997            | Brescia              | B                    | 17         | 2          | CI              | 1               | 0               | -                  | -                  | -                  | -           | -           | -           | 18     | 2      |
| 1997-1998            | Brescia              | A                    | 29         | 4          | CI              | 1               | 0               | -                  | -                  | -                  | -           | -           | -           | 30     | 4      |
| 1998-1999            | Inter                | A                    | 18         | 0          | CI              | 5+2             | 0+0             | UCL                | 7                  | 0                  | -           | -           | -           | 32     | 0      |
| 1999-2000            | Reggina              | A                    | 28         | 6          | CI              | 2               | 0               | -                  | -                  | -                  | -           | -           | -           | 30     | 6      |
| 2000-gen. 2001       | Inter                | A                    | 4          | 0          | CI              | 1               | 0               | UCL+CU             | 2+1                | 0                  | -           | -           | -           | 8      | 0      |
| Totale Inter         | Totale Inter         | Totale Inter         | 22         | 0          |                 | 8               | 0               |                    | 10                 | 0                  |             | -           | -           | 40     | 0      |
| gen.-giu. 2001       | Brescia              | A                    | 10         | 0          | CI              | -               | -               | -                  | -                  | -                  | -           | -           | -           | 10     | 0      |
| Totale Brescia       | Totale Brescia       | Totale Brescia       | 57         | 6          |                 | 2               | 0               |                    | -                  | -                  |             | -           | -           | 59     | 6      |
| 2001-2002            | Milan                | A                    | 18         | 2          | CI              | 2               | 0               | CU                 | 9                  | 0                  | -           | -           | -           | 29     | 2      |
| 2002-2003            | Milan                | A                    | 27         | 9          | CI              | 2               | 0               | UCL                | 13                 | 0                  | -           | -           | -           | 42     | 9      |
| 2003-2004            | Milan                | A                    | 32         | 6          | CI              | 0               | 0               | UCL                | 9                  | 1                  | SI+SU+CInt  | 1+1+1       | 1+0+0       | 44     | 8      |
| 2004-2005            | Milan                | A                    | 30         | 4          | CI              | 1               | 0               | UCL                | 12                 | 1                  | -           | -           | -           | 43     | 5      |
| 2005-2006            | Milan                | A                    | 33         | 4          | CI              | 4               | 0               | UCL                | 12                 | 1                  | -           | -           | -           | 49     | 5      |
| 2006-2007            | Milan                | A                    | 34         | 2          | CI              | 4               | 0               | UCL                | 14                 | 1                  | -           | -           | -           | 52     | 3      |
| 2007-2008            | Milan                | A                    | 33         | 3          | CI              | 1               | 0               | UCL                | 8                  | 2                  | SU+Cmc      | 1+2         | 0           | 45     | 5      |
| 2008-2009            | Milan                | A                    | 26         | 1          | CI              | 0               | 0               | CU                 | 3                  | 1                  | -           | -           | -           | 29     | 2      |
| 2009-2010            | Milan                | A                    | 34         | 0          | CI              | 1               | 0               | UCL                | 8                  | 1                  | -           | -           | -           | 43     | 1      |
| 2010-2011            | Milan                | A                    | 17         | 1          | CI              | 3               | 0               | UCL                | 5                  | 0                  | -           | -           | -           | 25     | 1      |
| Totale Milan         | Totale Milan         | Totale Milan         | 284        | 32         |                 | 18              | 0               |                    | 93                 | 8                  |             | 6           | 1           | 401    | 41     |
| 2011-2012            | Juventus             | A                    | 37         | 3          | CI              | 4               | 0               | -                  | -                  | -                  | -           | -           | -           | 41     | 3      |
| 2012-2013            | Juventus             | A                    | 32         | 5          | CI              | 2               | 0               | UCL                | 10                 | 0                  | SI          | 1           | 0           | 45     | 5      |
| 2013-2014            | Juventus             | A                    | 30         | 4          | CI              | 1               | 0               | UCL+UEL            | 5+8                | 0+2                | SI          | 1           | 0           | 45     | 6      |
| 2014-2015            | Juventus             | A                    | 20         | 4          | CI              | 2               | 0               | UCL                | 10                 | 1                  | SI          | 1           | 0           | 33     | 5      |
| Totale Juventus      | Totale Juventus      | Totale Juventus      | 119        | 16         |                 | 9               | 0               |                    | 33                 | 3                  |             | 3           | 0           | 164    | 19     |
| 2015                 | New York City        | MLS                  | 13         | 0          | USOC            | -               | -               | -                  | -                  | -                  | -           | -           | -           | 13     | 0      |
| 2016                 | New York City        | MLS                  | 32+1       | 1+0        | USOC            | 0               | 0               | -                  | -                  | -                  | -           | -           | -           | 33     | 1      |
| 2017                 | New York City        | MLS                  | 15+1       | 0+0        | USOC            | 0               | 0               | -                  | -                  | -                  | -           | -           | -           | 16     | 0      |
| Totale New York City | Totale New York City | Totale New York City | 60+2       | 1          |                 | 0               | 0               |                    | -                  | -                  |             | -           | -           | 62     | 1      |
| Totale carriera      | Totale carriera      | Totale carriera      | 570+2      | 61         |                 | 39              | 0               |                    | 136                | 11                 |             | 9           | 1           | 756    | 73     |

### Cronologia presenze e reti in nazionale
| Cronologia completa delle presenze e delle reti in nazionale ― Italia | Cronologia completa delle presenze e delle reti in nazionale ― Italia | Cronologia completa delle presenze e delle reti in nazionale ― Italia | Cronologia completa delle presenze e delle reti in nazionale ― Italia | Cronologia completa delle presenze e delle reti in nazionale ― Italia | Cronologia completa delle presenze e delle reti in nazionale ― Italia | Cronologia completa delle presenze e delle reti in nazionale ― Italia | Cronologia completa delle presenze e delle reti in nazionale ― Italia |
| Data                                                                  | Città                                                                 | In casa                                                               | Risultato                                                             | Ospiti                                                                | Competizione                                                          | Reti                                                                  | Note                                                                  |
| --------------------------------------------------------------------- | --------------------------------------------------------------------- | --------------------------------------------------------------------- | --------------------------------------------------------------------- | --------------------------------------------------------------------- | --------------------------------------------------------------------- | --------------------------------------------------------------------- | --------------------------------------------------------------------- |
| 7-9-2002                                                              | Baku                                                                  | Azerbaigian                                                           | 0 – 2                                                                 | Italia                                                                | Qual. Euro 2004                                                       | -                                                                     | 76’                                                                   |
| 12-10-2002                                                            | Napoli                                                                | Italia                                                                | 1 – 1                                                                 | Jugoslavia                                                            | Qual. Euro 2004                                                       | -                                                                     | 78’                                                                   |
| 16-10-2002                                                            | Cardiff                                                               | Galles                                                                | 2 – 1                                                                 | Italia                                                                | Qual. Euro 2004                                                       | -                                                                     |                                                                       |
| 20-11-2002                                                            | Pescara                                                               | Italia                                                                | 1 – 1                                                                 | Turchia                                                               | Amichevole                                                            | -                                                                     | 78’                                                                   |
| 16-11-2003                                                            | Ancona                                                                | Italia                                                                | 1 – 0                                                                 | Romania                                                               | Amichevole                                                            | -                                                                     | 70’                                                                   |
| 18-2-2004                                                             | Palermo                                                               | Italia                                                                | 2 – 2                                                                 | Rep. Ceca                                                             | Amichevole                                                            | -                                                                     | 46’                                                                   |
| 31-3-2004                                                             | Braga                                                                 | Portogallo                                                            | 1 – 2                                                                 | Italia                                                                | Amichevole                                                            | -                                                                     | 46’                                                                   |
| 28-4-2004                                                             | Genova                                                                | Italia                                                                | 1 – 1                                                                 | Spagna                                                                | Amichevole                                                            | -                                                                     | 76’                                                                   |
| 30-5-2004                                                             | Radès                                                                 | Tunisia                                                               | 0 – 4                                                                 | Italia                                                                | Amichevole                                                            | 1                                                                     | 46’                                                                   |
| 18-6-2004                                                             | Porto                                                                 | Italia                                                                | 1 – 1                                                                 | Svezia                                                                | Euro 2004 - 1º turno                                                  | -                                                                     |                                                                       |
| 22-6-2004                                                             | Guimarães                                                             | Italia                                                                | 2 – 1                                                                 | Bulgaria                                                              | Euro 2004 - 1º turno                                                  | -                                                                     |                                                                       |
| 8-9-2004                                                              | Chișinău                                                              | Moldavia                                                              | 0 – 1                                                                 | Italia                                                                | Qual. Mondiali 2006                                                   | -                                                                     |                                                                       |
| 9-2-2005                                                              | Cagliari                                                              | Italia                                                                | 2 – 0                                                                 | Russia                                                                | Amichevole                                                            | -                                                                     | 50’                                                                   |
| 26-3-2005                                                             | Milano                                                                | Italia                                                                | 2 – 0                                                                 | Scozia                                                                | Qual. Mondiali 2006                                                   | 2                                                                     |                                                                       |
| 4-6-2005                                                              | Oslo                                                                  | Norvegia                                                              | 0 – 0                                                                 | Italia                                                                | Qual. Mondiali 2006                                                   | -                                                                     |                                                                       |
| 17-8-2005                                                             | Dublino                                                               | Irlanda                                                               | 1 – 2                                                                 | Italia                                                                | Amichevole                                                            | 1                                                                     | 75’                                                                   |
| 3-9-2005                                                              | Glasgow                                                               | Scozia                                                                | 1 – 1                                                                 | Italia                                                                | Qual. Mondiali 2006                                                   | -                                                                     |                                                                       |
| 7-9-2005                                                              | Minsk                                                                 | Bielorussia                                                           | 1 – 4                                                                 | Italia                                                                | Qual. Mondiali 2006                                                   | -                                                                     |                                                                       |
| 8-10-2005                                                             | Palermo                                                               | Italia                                                                | 1 – 0                                                                 | Slovenia                                                              | Qual. Mondiali 2006                                                   | -                                                                     | 81’                                                                   |
| 12-11-2005                                                            | Amsterdam                                                             | Paesi Bassi                                                           | 1 – 3                                                                 | Italia                                                                | Amichevole                                                            | -                                                                     | 87’                                                                   |
| 16-11-2005                                                            | Ginevra                                                               | Italia                                                                | 1 – 1                                                                 | Costa d'Avorio                                                        | Amichevole                                                            | -                                                                     | 46’                                                                   |
| 1-3-2006                                                              | Firenze                                                               | Italia                                                                | 4 – 1                                                                 | Germania                                                              | Amichevole                                                            | -                                                                     | 74’                                                                   |
| 31-5-2006                                                             | Ginevra                                                               | Svizzera                                                              | 1 – 1                                                                 | Italia                                                                | Amichevole                                                            | -                                                                     | 76’                                                                   |
| 2-6-2006                                                              | Losanna                                                               | Italia                                                                | 0 – 0                                                                 | Ucraina                                                               | Amichevole                                                            | -                                                                     | 58’                                                                   |
| 12-6-2006                                                             | Hannover                                                              | Italia                                                                | 2 – 0                                                                 | Ghana                                                                 | Mondiali 2006 - 1º turno                                              | 1                                                                     |                                                                       |
| 17-6-2006                                                             | Kaiserslautern                                                        | Italia                                                                | 1 – 1                                                                 | Stati Uniti                                                           | Mondiali 2006 - 1º turno                                              | -                                                                     |                                                                       |
| 22-6-2006                                                             | Amburgo                                                               | Rep. Ceca                                                             | 0 – 2                                                                 | Italia                                                                | Mondiali 2006 - 1º turno                                              | -                                                                     |                                                                       |
| 26-6-2006                                                             | Kaiserslautern                                                        | Italia                                                                | 1 – 0                                                                 | Australia                                                             | Mondiali 2006 - Ottavi di finale                                      | -                                                                     |                                                                       |
| 30-6-2006                                                             | Amburgo                                                               | Italia                                                                | 3 – 0                                                                 | Ucraina                                                               | Mondiali 2006 - Quarti di finale                                      | -                                                                     | 68’                                                                   |
| 4-7-2006                                                              | Dortmund                                                              | Germania                                                              | 0 – 2 dts                                                             | Italia                                                                | Mondiali 2006 - Semifinale                                            | -                                                                     |                                                                       |
| 9-7-2006                                                              | Berlino                                                               | Italia                                                                | 1 – 1 dts (5 – 3 dtr)                                                 | Francia                                                               | Mondiali 2006 - Finale                                                | -                                                                     | [ 194 ]                                                               |
| 2-9-2006                                                              | Napoli                                                                | Italia                                                                | 1 – 1                                                                 | Lituania                                                              | Qual. Euro 2008                                                       | -                                                                     |                                                                       |
| 6-9-2006                                                              | Saint-Denis                                                           | Francia                                                               | 3 – 1                                                                 | Italia                                                                | Qual. Euro 2008                                                       | -                                                                     |                                                                       |
| 7-10-2006                                                             | Roma                                                                  | Italia                                                                | 2 – 0                                                                 | Ucraina                                                               | Qual. Euro 2008                                                       | -                                                                     |                                                                       |
| 11-10-2006                                                            | Tbilisi                                                               | Georgia                                                               | 1 – 3                                                                 | Italia                                                                | Qual. Euro 2008                                                       | -                                                                     | 64’                                                                   |
| 28-3-2007                                                             | Bari                                                                  | Italia                                                                | 2 – 0                                                                 | Scozia                                                                | Qual. Euro 2008                                                       | -                                                                     | 77’                                                                   |
| 2-6-2007                                                              | Tórshavn                                                              | Fær Øer                                                               | 1 – 2                                                                 | Italia                                                                | Qual. Euro 2008                                                       | -                                                                     |                                                                       |
| 6-6-2007                                                              | Kaunas                                                                | Lituania                                                              | 0 – 2                                                                 | Italia                                                                | Qual. Euro 2008                                                       | -                                                                     | 35’                                                                   |
| 22-8-2007                                                             | Budapest                                                              | Ungheria                                                              | 3 – 1                                                                 | Italia                                                                | Amichevole                                                            | -                                                                     |                                                                       |
| 8-9-2007                                                              | Milano                                                                | Italia                                                                | 0 – 0                                                                 | Francia                                                               | Qual. Euro 2008                                                       | -                                                                     |                                                                       |
| 12-9-2007                                                             | Kiev                                                                  | Ucraina                                                               | 1 – 2                                                                 | Italia                                                                | Qual. Euro 2008                                                       | -                                                                     |                                                                       |
| 13-10-2007                                                            | Genova                                                                | Italia                                                                | 2 – 0                                                                 | Georgia                                                               | Qual. Euro 2008                                                       | 1                                                                     |                                                                       |
| 17-11-2007                                                            | Glasgow                                                               | Scozia                                                                | 1 – 2                                                                 | Italia                                                                | Qual. Euro 2008                                                       | -                                                                     |                                                                       |
| 6-2-2008                                                              | Zurigo                                                                | Italia                                                                | 3 – 1                                                                 | Portogallo                                                            | Amichevole                                                            | -                                                                     |                                                                       |
| 26-3-2008                                                             | Elche                                                                 | Spagna                                                                | 1 – 0                                                                 | Italia                                                                | Amichevole                                                            | -                                                                     |                                                                       |
| 30-5-2008                                                             | Firenze                                                               | Italia                                                                | 3 – 1                                                                 | Belgio                                                                | Amichevole                                                            | -                                                                     |                                                                       |
| 9-6-2008                                                              | Berna                                                                 | Paesi Bassi                                                           | 3 – 0                                                                 | Italia                                                                | Euro 2008 - 1º turno                                                  | -                                                                     |                                                                       |
| 13-6-2008                                                             | Zurigo                                                                | Italia                                                                | 1 – 1                                                                 | Romania                                                               | Euro 2008 - 1º turno                                                  | -                                                                     |                                                                       |
| 17-6-2008                                                             | Zurigo                                                                | Francia                                                               | 0 – 2                                                                 | Italia                                                                | Euro 2008 - 1º turno                                                  | 1                                                                     | 44’ 55’                                                               |
| 20-8-2008                                                             | Nizza                                                                 | Italia                                                                | 2 – 2                                                                 | Austria                                                               | Amichevole                                                            | -                                                                     | 47’                                                                   |
| 6-9-2008                                                              | Larnaca                                                               | Cipro                                                                 | 1 – 2                                                                 | Italia                                                                | Qual. Mondiali 2010                                                   | -                                                                     |                                                                       |
| 10-9-2008                                                             | Udine                                                                 | Italia                                                                | 2 – 0                                                                 | Georgia                                                               | Qual. Mondiali 2010                                                   | -                                                                     | 46’                                                                   |
| 10-2-2009                                                             | Londra                                                                | Brasile                                                               | 2 – 0                                                                 | Italia                                                                | Amichevole                                                            | -                                                                     | 75’                                                                   |
| 28-3-2009                                                             | Podgorica                                                             | Montenegro                                                            | 0 – 2                                                                 | Italia                                                                | Qual. Mondiali 2010                                                   | 1                                                                     | 81’                                                                   |
| 1-4-2009                                                              | Bari                                                                  | Italia                                                                | 1 – 1                                                                 | Irlanda                                                               | Qual. Mondiali 2010                                                   | -                                                                     | 46’                                                                   |
| 10-6-2009                                                             | Pretoria                                                              | Italia                                                                | 4 – 3                                                                 | Nuova Zelanda                                                         | Amichevole                                                            | -                                                                     | 46’                                                                   |
| 15-6-2009                                                             | Pretoria                                                              | Stati Uniti                                                           | 1 – 3                                                                 | Italia                                                                | Conf. Cup 2009 - 1º turno                                             | -                                                                     |                                                                       |
| 18-6-2009                                                             | Johannesburg                                                          | Egitto                                                                | 1 – 0                                                                 | Italia                                                                | Conf. Cup 2009 - 1º turno                                             | -                                                                     |                                                                       |
| 21-6-2009                                                             | Pretoria                                                              | Italia                                                                | 0 – 3                                                                 | Brasile                                                               | Conf. Cup 2009 - 1º turno                                             | -                                                                     |                                                                       |
| 12-8-2009                                                             | Basilea                                                               | Svizzera                                                              | 0 – 0                                                                 | Italia                                                                | Amichevole                                                            | -                                                                     | 61’                                                                   |
| 5-9-2009                                                              | Tbilisi                                                               | Georgia                                                               | 0 – 2                                                                 | Italia                                                                | Qual. Mondiali 2010                                                   | -                                                                     |                                                                       |
| 9-9-2009                                                              | Torino                                                                | Italia                                                                | 2 – 0                                                                 | Bulgaria                                                              | Qual. Mondiali 2010                                                   | -                                                                     |                                                                       |
| 10-10-2009                                                            | Dublino                                                               | Irlanda                                                               | 2 – 2                                                                 | Italia                                                                | Qual. Mondiali 2010                                                   | -                                                                     |                                                                       |
| 14-11-2009                                                            | Pescara                                                               | Italia                                                                | 0 – 0                                                                 | Paesi Bassi                                                           | Amichevole                                                            | -                                                                     |                                                                       |
| 3-3-2010                                                              | Monaco                                                                | Italia                                                                | 0 – 0                                                                 | Camerun                                                               | Amichevole                                                            | -                                                                     | 46’                                                                   |
| 3-6-2010                                                              | Bruxelles                                                             | Italia                                                                | 1 – 2                                                                 | Messico                                                               | Amichevole                                                            | -                                                                     | 82’                                                                   |
| 24-6-2010                                                             | Johannesburg                                                          | Slovacchia                                                            | 3 – 2                                                                 | Italia                                                                | Mondiali 2010 - 1º turno                                              | -                                                                     | 56’                                                                   |
| 3-9-2010                                                              | Tallinn                                                               | Estonia                                                               | 1 – 2                                                                 | Italia                                                                | Qual. Euro 2012                                                       | -                                                                     | Cap.                                                                  |
| 7-9-2010                                                              | Firenze                                                               | Italia                                                                | 5 – 0                                                                 | Fær Øer                                                               | Qual. Euro 2012                                                       | 1                                                                     | Cap.                                                                  |
| 8-10-2010                                                             | Belfast                                                               | Irlanda del Nord                                                      | 0 – 0                                                                 | Italia                                                                | Qual. Euro 2012                                                       | -                                                                     | Cap.                                                                  |
| 12-10-2010                                                            | Genova                                                                | Italia                                                                | 3 – 0 tav                                                             | Serbia                                                                | Qual. Euro 2012                                                       | -                                                                     |                                                                       |
| 17-11-2010                                                            | Klagenfurt                                                            | Romania                                                               | 1 – 1                                                                 | Italia                                                                | Amichevole                                                            | -                                                                     | 46’                                                                   |
| 3-6-2011                                                              | Modena                                                                | Italia                                                                | 3 – 0                                                                 | Estonia                                                               | Qual. Euro 2012                                                       | -                                                                     |                                                                       |
| 7-6-2011                                                              | Liegi                                                                 | Italia                                                                | 0 – 2                                                                 | Irlanda                                                               | Amichevole                                                            | -                                                                     | Cap. - 46’                                                            |
| 10-8-2011                                                             | Bari                                                                  | Italia                                                                | 2 – 1                                                                 | Spagna                                                                | Amichevole                                                            | -                                                                     |                                                                       |
| 2-9-2011                                                              | Tórshavn                                                              | Fær Øer                                                               | 0 – 1                                                                 | Italia                                                                | Qual. Euro 2012                                                       | -                                                                     |                                                                       |
| 6-9-2011                                                              | Firenze                                                               | Italia                                                                | 1 – 0                                                                 | Slovenia                                                              | Qual. Euro 2012                                                       | -                                                                     |                                                                       |
| 7-10-2011                                                             | Belgrado                                                              | Serbia                                                                | 1 – 1                                                                 | Italia                                                                | Qual. Euro 2012                                                       | -                                                                     |                                                                       |
| 11-10-2011                                                            | Pescara                                                               | Italia                                                                | 3 – 0                                                                 | Irlanda del Nord                                                      | Qual. Euro 2012                                                       | -                                                                     |                                                                       |
| 11-11-2011                                                            | Breslavia                                                             | Polonia                                                               | 0 – 2                                                                 | Italia                                                                | Amichevole                                                            | -                                                                     | 46’                                                                   |
| 15-11-2011                                                            | Roma                                                                  | Italia                                                                | 0 – 1                                                                 | Uruguay                                                               | Amichevole                                                            | -                                                                     |                                                                       |
| 29-2-2012                                                             | Genova                                                                | Italia                                                                | 0 – 1                                                                 | Stati Uniti                                                           | Amichevole                                                            | -                                                                     |                                                                       |
| 1-6-2012                                                              | Zurigo                                                                | Italia                                                                | 0 – 3                                                                 | Russia                                                                | Amichevole                                                            | -                                                                     | 68’                                                                   |
| 10-6-2012                                                             | Danzica                                                               | Spagna                                                                | 1 – 1                                                                 | Italia                                                                | Euro 2012 - 1º turno                                                  | -                                                                     |                                                                       |
| 14-6-2012                                                             | Poznań                                                                | Italia                                                                | 1 – 1                                                                 | Croazia                                                               | Euro 2012 - 1º turno                                                  | 1                                                                     |                                                                       |
| 18-6-2012                                                             | Poznań                                                                | Italia                                                                | 2 – 0                                                                 | Irlanda                                                               | Euro 2012 - 1º turno                                                  | -                                                                     |                                                                       |
| 24-6-2012                                                             | Kiev                                                                  | Italia                                                                | 0 – 0 dts (4 – 2 dtr)                                                 | Inghilterra                                                           | Euro 2012 - Quarti di finale                                          | -                                                                     |                                                                       |
| 28-6-2012                                                             | Varsavia                                                              | Germania                                                              | 1 – 2                                                                 | Italia                                                                | Euro 2012 - Semifinale                                                | -                                                                     |                                                                       |
| 1-7-2012                                                              | Kiev                                                                  | Spagna                                                                | 4 – 0                                                                 | Italia                                                                | Euro 2012 - Finale                                                    | -                                                                     | [ 195 ]                                                               |
| 7-9-2012                                                              | Sofia                                                                 | Bulgaria                                                              | 2 – 2                                                                 | Italia                                                                | Qual. Mondiali 2014                                                   | -                                                                     |                                                                       |
| 11-9-2012                                                             | Modena                                                                | Italia                                                                | 2 – 0                                                                 | Malta                                                                 | Qual. Mondiali 2014                                                   | -                                                                     |                                                                       |
| 12-10-2012                                                            | Erevan                                                                | Armenia                                                               | 1 – 3                                                                 | Italia                                                                | Qual. Mondiali 2014                                                   | 1                                                                     | 74’                                                                   |
| 16-10-2012                                                            | Milano                                                                | Italia                                                                | 3 – 1                                                                 | Danimarca                                                             | Qual. Mondiali 2014                                                   | -                                                                     | Cap.                                                                  |
| 14-11-2012                                                            | Parma                                                                 | Italia                                                                | 1 – 2                                                                 | Francia                                                               | Amichevole                                                            | -                                                                     | 51’                                                                   |
| 6-2-2013                                                              | Amsterdam                                                             | Paesi Bassi                                                           | 1 – 1                                                                 | Italia                                                                | Amichevole                                                            | -                                                                     | 46’                                                                   |
| 21-3-2013                                                             | Ginevra                                                               | Italia                                                                | 2 – 2                                                                 | Brasile                                                               | Amichevole                                                            | -                                                                     | 46’                                                                   |
| 26-3-2013                                                             | Ta' Qali                                                              | Malta                                                                 | 0 – 2                                                                 | Italia                                                                | Qual. Mondiali 2014                                                   | -                                                                     |                                                                       |
| 31-5-2013                                                             | Bologna                                                               | Italia                                                                | 4 – 0                                                                 | San Marino                                                            | Amichevole                                                            | 1                                                                     |                                                                       |
| 7-6-2013                                                              | Praga                                                                 | Rep. Ceca                                                             | 0 – 0                                                                 | Italia                                                                | Qual. Mondiali 2014                                                   | -                                                                     | 77’                                                                   |
| 16-6-2013                                                             | Rio de Janeiro                                                        | Messico                                                               | 1 – 2                                                                 | Italia                                                                | Conf. Cup 2013 - 1º turno                                             | 1                                                                     | [ 196 ]                                                               |
| 19-6-2013                                                             | Recife                                                                | Italia                                                                | 4 – 3                                                                 | Giappone                                                              | Conf. Cup 2013 - 1º turno                                             | -                                                                     |                                                                       |
| 27-6-2013                                                             | Fortaleza                                                             | Spagna                                                                | 0 – 0 dts (7 – 6 dtr)                                                 | Italia                                                                | Conf. Cup 2013 - Semifinale                                           | -                                                                     |                                                                       |
| 6-9-2013                                                              | Palermo                                                               | Italia                                                                | 1 – 0                                                                 | Bulgaria                                                              | Qual. Mondiali 2014                                                   | -                                                                     |                                                                       |
| 10-9-2013                                                             | Torino                                                                | Italia                                                                | 2 – 1                                                                 | Rep. Ceca                                                             | Qual. Mondiali 2014                                                   | -                                                                     |                                                                       |
| 15-10-2013                                                            | Napoli                                                                | Italia                                                                | 2 – 2                                                                 | Armenia                                                               | Qual. Mondiali 2014                                                   | -                                                                     | Cap.                                                                  |
| 15-11-2013                                                            | Milano                                                                | Italia                                                                | 1 – 1                                                                 | Germania                                                              | Amichevole                                                            | -                                                                     | 82’                                                                   |
| 18-11-2013                                                            | Londra                                                                | Italia                                                                | 2 – 2                                                                 | Nigeria                                                               | Amichevole                                                            | -                                                                     | 53’                                                                   |
| 5-3-2014                                                              | Madrid                                                                | Spagna                                                                | 1 – 0                                                                 | Italia                                                                | Amichevole                                                            | -                                                                     | 46’                                                                   |
| 4-6-2014                                                              | Perugia                                                               | Italia                                                                | 1 – 1                                                                 | Lussemburgo                                                           | Amichevole                                                            | -                                                                     | 72’                                                                   |
| 14-6-2014                                                             | Manaus                                                                | Inghilterra                                                           | 1 – 2                                                                 | Italia                                                                | Mondiali 2014 - 1º turno                                              | -                                                                     | Cap.                                                                  |
| 20-6-2014                                                             | Recife                                                                | Italia                                                                | 0 – 1                                                                 | Costa Rica                                                            | Mondiali 2014 - 1º turno                                              | -                                                                     |                                                                       |
| 24-6-2014                                                             | Natal                                                                 | Italia                                                                | 0 – 1                                                                 | Uruguay                                                               | Mondiali 2014 - 1º turno                                              | -                                                                     |                                                                       |
| 10-10-2014                                                            | Palermo                                                               | Italia                                                                | 2 – 1                                                                 | Azerbaigian                                                           | Qual. Euro 2016                                                       | -                                                                     | 33’ 73’                                                               |
| 12-6-2015                                                             | Spalato                                                               | Croazia                                                               | 1 – 1                                                                 | Italia                                                                | Qual. Euro 2016                                                       | -                                                                     |                                                                       |
| 16-6-2015                                                             | Ginevra                                                               | Italia                                                                | 0 – 1                                                                 | Portogallo                                                            | Amichevole                                                            | -                                                                     | Cap.                                                                  |
| 3-9-2015                                                              | Firenze                                                               | Italia                                                                | 1 – 0                                                                 | Malta                                                                 | Qual. Euro 2016                                                       | -                                                                     |                                                                       |
| Totale                                                                |                                                                       | Presenze (7º posto)                                                   | 116                                                                   |                                                                       | Reti (23º posto)                                                      | 13                                                                    |                                                                       |

| Cronologia completa delle presenze e delle reti in nazionale ― Italia olimpica | Cronologia completa delle presenze e delle reti in nazionale ― Italia olimpica | Cronologia completa delle presenze e delle reti in nazionale ― Italia olimpica | Cronologia completa delle presenze e delle reti in nazionale ― Italia olimpica | Cronologia completa delle presenze e delle reti in nazionale ― Italia olimpica | Cronologia completa delle presenze e delle reti in nazionale ― Italia olimpica | Cronologia completa delle presenze e delle reti in nazionale ― Italia olimpica | Cronologia completa delle presenze e delle reti in nazionale ― Italia olimpica |
| Data                                                                           | Città                                                                          | In casa                                                                        | Risultato                                                                      | Ospiti                                                                         | Competizione                                                                   | Reti                                                                           | Note                                                                           |
| ------------------------------------------------------------------------------ | ------------------------------------------------------------------------------ | ------------------------------------------------------------------------------ | ------------------------------------------------------------------------------ | ------------------------------------------------------------------------------ | ------------------------------------------------------------------------------ | ------------------------------------------------------------------------------ | ------------------------------------------------------------------------------ |
| 13-9-2000                                                                      | Melbourne                                                                      | Australia olimpica                                                             | 0 – 1                                                                          | Italia olimpica                                                                | Olimpiadi 2000 - 1º turno                                                      | 1                                                                              |                                                                                |
| 19-9-2000                                                                      | Adelaide                                                                       | Italia olimpica                                                                | 1 – 1                                                                          | Nigeria olimpica                                                               | Olimpiadi 2000 - 1º turno                                                      | -                                                                              |                                                                                |
| 25-9-2000                                                                      | Sydney                                                                         | Spagna olimpica                                                                | 1 – 0                                                                          | Italia olimpica                                                                | Olimpiadi 2000 - Quarti di finale                                              | -                                                                              |                                                                                |
| 12-8-2004                                                                      | Volo                                                                           | Ghana olimpica                                                                 | 2 – 2                                                                          | Italia olimpica                                                                | Olimpiadi 2004 - 1º turno                                                      | -                                                                              |                                                                                |
| 15-8-2004                                                                      | Volo                                                                           | Giappone olimpica                                                              | 2 – 3                                                                          | Italia olimpica                                                                | Olimpiadi 2004 - 1º turno                                                      | -                                                                              |                                                                                |
| 18-8-2004                                                                      | Volo                                                                           | Paraguay olimpica                                                              | 1 – 0                                                                          | Italia olimpica                                                                | Olimpiadi 2004 - 1º turno                                                      | -                                                                              | 71’                                                                            |
| 21-8-2004                                                                      | Atene                                                                          | Mali olimpica                                                                  | 0 – 1 dts                                                                      | Italia olimpica                                                                | Olimpiadi 2004 - Quarti di finale                                              | -                                                                              |                                                                                |
| 24-8-2004                                                                      | Atene                                                                          | Italia olimpica                                                                | 0 – 3                                                                          | Argentina olimpica                                                             | Olimpiadi 2004 - Semifinale                                                    | -                                                                              | 6’                                                                             |
| 27-8-2004                                                                      | Salonicco                                                                      | Italia olimpica                                                                | 1 – 0                                                                          | Iraq olimpica                                                                  | Olimpiadi 2004 - Finale 3º posto                                               | -                                                                              |                                                                                |
| Totale                                                                         |                                                                                | Presenze                                                                       | 9                                                                              |                                                                                | Reti                                                                           | 1                                                                              |                                                                                |

| Cronologia completa delle presenze e delle reti in nazionale ― Italia under 21 | Cronologia completa delle presenze e delle reti in nazionale ― Italia under 21 | Cronologia completa delle presenze e delle reti in nazionale ― Italia under 21 | Cronologia completa delle presenze e delle reti in nazionale ― Italia under 21 | Cronologia completa delle presenze e delle reti in nazionale ― Italia under 21 | Cronologia completa delle presenze e delle reti in nazionale ― Italia under 21 | Cronologia completa delle presenze e delle reti in nazionale ― Italia under 21 | Cronologia completa delle presenze e delle reti in nazionale ― Italia under 21 |
| Data                                                                           | Città                                                                          | In casa                                                                        | Risultato                                                                      | Ospiti                                                                         | Competizione                                                                   | Reti                                                                           | Note                                                                           |
| ------------------------------------------------------------------------------ | ------------------------------------------------------------------------------ | ------------------------------------------------------------------------------ | ------------------------------------------------------------------------------ | ------------------------------------------------------------------------------ | ------------------------------------------------------------------------------ | ------------------------------------------------------------------------------ | ------------------------------------------------------------------------------ |
| 25-3-1998                                                                      | Malta                                                                          | Malta under 21                                                                 | 0 – 1                                                                          | Italia under 21                                                                | Amichevole                                                                     | -                                                                              |                                                                                |
| 22-4-1998                                                                      | Modena                                                                         | Italia under 21                                                                | 2 – 1                                                                          | Galles under 21                                                                | Amichevole                                                                     | -                                                                              |                                                                                |
| 23-5-1998                                                                      | Castel di Sangro                                                               | Italia under 21                                                                | 4 – 0                                                                          | Scozia under 21                                                                | Amichevole                                                                     | -                                                                              |                                                                                |
| 4-9-1998                                                                       | Wrexham                                                                        | Galles under 21                                                                | 1 – 2                                                                          | Italia under 21                                                                | Qual. Europeo Under-21 2000                                                    | -                                                                              |                                                                                |
| 9-10-1998                                                                      | Cremona                                                                        | Italia under 21                                                                | 1 – 0                                                                          | Svizzera under 21                                                              | Qual. Europeo Under-21 2000                                                    | 1                                                                              |                                                                                |
| 17-11-1998                                                                     | Benevento                                                                      | Italia under 21                                                                | 0 – 0                                                                          | Spagna under 21                                                                | Amichevole                                                                     | -                                                                              | 71’                                                                            |
| 9-2-1999                                                                       | Siena                                                                          | Italia under 21                                                                | 1 – 1                                                                          | Turchia under 21                                                               | Amichevole                                                                     | 1                                                                              |                                                                                |
| 26-3-1999                                                                      | Odense                                                                         | Danimarca under 21                                                             | 1 – 2                                                                          | Italia under 21                                                                | Qual. Europeo Under-21 2000                                                    | 1                                                                              |                                                                                |
| 31-3-1999                                                                      | Giulianova                                                                     | Italia under 21                                                                | 4 – 1                                                                          | Bielorussia under 21                                                           | Qual. Europeo Under-21 2000                                                    | 2                                                                              |                                                                                |
| 28-4-1999                                                                      | Zagabria                                                                       | Croazia under 21                                                               | 1 – 0                                                                          | Italia under 21                                                                | Amichevole                                                                     | -                                                                              |                                                                                |
| 4-6-1999                                                                       | Ferrara                                                                        | Italia under 21                                                                | 6 – 2                                                                          | Galles under 21                                                                | Qual. Europeo Under-21 2000                                                    | 1                                                                              |                                                                                |
| 10-6-1999                                                                      | Ginevra                                                                        | Svizzera under 21                                                              | 0 – 0                                                                          | Italia under 21                                                                | Qual. Europeo Under-21 2000                                                    | -                                                                              |                                                                                |
| 8-9-1999                                                                       | Cava de' Tirreni                                                               | Italia under 21                                                                | 3 – 1                                                                          | Danimarca under 21                                                             | Qual. Europeo Under-21 2000                                                    | -                                                                              |                                                                                |
| 8-10-1999                                                                      | Barysaŭ                                                                        | Bielorussia under 21                                                           | 1 – 2                                                                          | Italia under 21                                                                | Qual. Europeo Under-21 2000                                                    | -                                                                              |                                                                                |
| 17-11-1999                                                                     | Taranto                                                                        | Italia under 21                                                                | 2 – 1 dts                                                                      | Francia under 21                                                               | Qual. Europeo Under-21 2000                                                    | 1                                                                              |                                                                                |
| 23-2-2000                                                                      | Trapani                                                                        | Italia under 21                                                                | 2 – 0                                                                          | Svezia under 21                                                                | Amichevole                                                                     | -                                                                              |                                                                                |
| 28-3-2000                                                                      | Terrassa                                                                       | Spagna under 21                                                                | 3 – 0                                                                          | Italia under 21                                                                | Amichevole                                                                     | -                                                                              |                                                                                |
| 25-4-2000                                                                      | Rieti                                                                          | Italia under 21                                                                | 2 – 0                                                                          | Rep. Ceca under 21                                                             | Amichevole                                                                     | -                                                                              | 81’                                                                            |
| 27-5-2000                                                                      | Bratislava                                                                     | Inghilterra under 21                                                           | 0 – 2                                                                          | Italia under 21                                                                | Europeo Under-21 2000 - 1º turno                                               | 1                                                                              | 81’                                                                            |
| 29-5-2000                                                                      | Bratislava                                                                     | Slovacchia under 21                                                            | 1 – 1                                                                          | Italia under 21                                                                | Europeo Under-21 2000 - 1º turno                                               | -                                                                              | 6’, 54’                                                                        |
| 4-6-2000                                                                       | Bratislava                                                                     | Rep. Ceca under 21                                                             | 1 – 2                                                                          | Italia under 21                                                                | Europeo Under-21 2000 - Finale                                                 | 2                                                                              |                                                                                |
| 2-9-2000                                                                       | Budapest                                                                       | Ungheria under 21                                                              | 0 – 3                                                                          | Italia under 21                                                                | Qual. Europeo Under-21 2002                                                    | -                                                                              | cap.                                                                           |
| 17-1-2001                                                                      | San Benedetto del Tronto                                                       | Italia under 21                                                                | 5 – 0                                                                          | Slovenia under 21                                                              | Amichevole                                                                     | 1                                                                              | cap.                                                                           |
| 27-2-2001                                                                      | Livorno                                                                        | Italia under 21                                                                | 4 – 1                                                                          | Austria under 21                                                               | Amichevole                                                                     | 1                                                                              | cap.                                                                           |
| 23-3-2001                                                                      | Bucarest                                                                       | Romania under 21                                                               | 0 – 1                                                                          | Italia under 21                                                                | Qual. Europeo Under-21 2002                                                    | 1                                                                              | cap. 80’                                                                       |
| 27-3-2001                                                                      | Treviso                                                                        | Italia under 21                                                                | 1 – 0                                                                          | Lituania under 21                                                              | Qual. Europeo Under-21 2002                                                    | -                                                                              | cap.                                                                           |
| 15-8-2001                                                                      | Rimini                                                                         | Italia under 21                                                                | 1 – 1                                                                          | Jugoslavia under 21                                                            | Amichevole                                                                     | -                                                                              | cap. 46’                                                                       |
| 31-8-2001                                                                      | Siauliai                                                                       | Lituania under 21                                                              | 0 – 3                                                                          | Italia under 21                                                                | Qual. Europeo Under-21 2002                                                    | -                                                                              | cap.                                                                           |
| 10-11-2001                                                                     | Varsavia                                                                       | Polonia under 21                                                               | 2 – 5                                                                          | Italia under 21                                                                | Qual. Europeo Under-21 2002                                                    | -                                                                              | cap.                                                                           |
| 14-11-2001                                                                     | Reggio Calabria                                                                | Italia under 21                                                                | 0 – 0                                                                          | Polonia under 21                                                               | Qual. Europeo Under-21 2002                                                    | -                                                                              | cap.                                                                           |
| 12-2-2002                                                                      | Messina                                                                        | Italia under 21                                                                | 2 – 0                                                                          | Stati Uniti under 21                                                           | Amichevole                                                                     | -                                                                              | cap.                                                                           |
| 26-3-2002                                                                      | Bradford                                                                       | Inghilterra under 21                                                           | 1 – 1                                                                          | Italia under 21                                                                | Amichevole                                                                     | -                                                                              | cap.                                                                           |
| 16-4-2002                                                                      | Como                                                                           | Italia under 21                                                                | 2 – 3                                                                          | Francia under 21                                                               | Amichevole                                                                     | 1                                                                              | cap.                                                                           |
| 17-5-2002                                                                      | Basilea                                                                        | Italia under 21                                                                | 1 – 1                                                                          | Portogallo under 21                                                            | Europeo Under-21 2002 - 1º turno                                               | -                                                                              | cap.                                                                           |
| 20-5-2002                                                                      | Basilea                                                                        | Italia under 21                                                                | 2 – 1                                                                          | Inghilterra under 21                                                           | Europeo Under-21 2002 - 1º turno                                               | -                                                                              | cap.                                                                           |
| 22-5-2002                                                                      | Basilea                                                                        | Svizzera under 21                                                              | 0 – 0                                                                          | Italia under 21                                                                | Europeo Under-21 2002 - 1º turno                                               | -                                                                              | cap. 4’                                                                        |
| 25-5-2002                                                                      | Zurigo                                                                         | Rep. Ceca under 21                                                             | 3 – 2 gg                                                                       | Italia under 21                                                                | Europeo Under-21 2002 - Semifinale                                             | 1                                                                              | cap.                                                                           |
| Totale                                                                         |                                                                                | Presenze (1º posto)                                                            | 37                                                                             |                                                                                | Reti (1º posto)                                                                | 15                                                                             |                                                                                |

### Statistiche da allenatore
Statistiche aggiornate al 25 luglio 2025. In grassetto le competizioni vinte.
| Stagione         | Squadra          | Campionato       | Campionato | Campionato | Campionato | Campionato | Coppe nazionali | Coppe nazionali | Coppe nazionali | Coppe nazionali | Coppe nazionali | Coppe continentali | Coppe continentali | Coppe continentali | Coppe continentali | Coppe continentali | Altre coppe | Altre coppe | Altre coppe | Altre coppe | Altre coppe | Totale | Totale | Totale | Totale | % Vittorie | Piazzamento |
| Stagione         | Squadra          | Comp             | G          | V          | N          | P          | Comp            | G               | V               | N               | P               | Comp               | G                  | V                  | N                  | P                  | Comp        | G           | V           | N           | P           | G      | V      | N      | P      | %          | Piazzamento |
| ---------------- | ---------------- | ---------------- | ---------- | ---------- | ---------- | ---------- | --------------- | --------------- | --------------- | --------------- | --------------- | ------------------ | ------------------ | ------------------ | ------------------ | ------------------ | ----------- | ----------- | ----------- | ----------- | ----------- | ------ | ------ | ------ | ------ | ---------- | ----------- |
| 2020-2021        | Juventus         | A                | 38         | 23         | 9          | 6          | CI              | 5               | 4               | 1               | 0               | UCL                | 8                  | 6                  | 0                  | 2                  | SI          | 1           | 1           | 0           | 0           | 52     | 34     | 10     | 8      | 65,38      | 4º          |
| 2022-mag. 2023   | Fatih Karagümrük | SL               | 33         | 11         | 11         | 11         | TK              | 3               | 2               | 1               | 0               | -                  | -                  | -                  | -                  | -                  | -           | -           | -           | -           | -           | 36     | 13     | 12     | 11     | 36,11      | Risoluz.    |
| 2023-2024        | Sampdoria        | B                | 38+1       | 16+0       | 9+0        | 13+1       | CI              | 2               | 0               | 1               | 1               | -                  | -                  | -                  | -                  | -                  | -           | -           | -           | -           | -           | 41     | 16     | 10     | 15     | 39,02      | 7º          |
| lug.-ago. 2024   | Sampdoria        | B                | 3          | 0          | 1          | 2          | CI              | 1               | 0               | 1               | 0               | -                  | -                  | -                  | -                  | -                  | -           | -           | -           | -           | -           | 4      | 0      | 2      | 2      | &0,00      | Eson.       |
| Totale Sampdoria | Totale Sampdoria | Totale Sampdoria | 41+1       | 16+0       | 10+0       | 15+1       |                 | 3               | 0               | 2               | 1               |                    | -                  | -                  | -                  | -                  |             | -           | -           | -           | -           | 45     | 16     | 12     | 17     | 35,56      |             |
| 2025-2026        | United FC        | PD               | 0          | 0          | 0          | 0          | CP              | 0               | 0               | 0               | 0               | -                  | -                  | -                  | -                  | -                  | -           | -           | -           | -           | -           | 0      | 0      | 0      | 0      | —          | in corso    |
| Totale carriera  | Totale carriera  | Totale carriera  | 113        | 50         | 30         | 33         |                 | 11              | 6               | 4               | 1               |                    | 8                  | 6                  | 0                  | 2                  |             | 1           | 1           | 0           | 0           | 133    | 63     | 34     | 36     | 47,37      |             |

## Palmarès

### Giocatore

#### Club

##### Competizioni giovanili
- Torneo di Viareggio: 1

Brescia: 1996

##### Competizioni nazionali
- Campionato italiano di Serie B: 1

Brescia: 1996-1997
- Coppa Italia: 2

Milan: 2002-2003
Juventus: 2014-2015
- Campionato italiano: 6

Milan: 2003-2004, 2010-2011
Juventus: 2011-2012, 2012-2013, 2013-2014, 2014-2015
- Supercoppa italiana: 3

Milan: 2004
Juventus: 2012, 2013

##### Competizioni internazionali
- UEFA Champions League: 2

Milan: 2002-2003, 2006-2007
- Supercoppa UEFA: 2

Milan: 2003, 2007
- Coppa del mondo per club: 1

Milan: 2007

#### Nazionale
- Campionato d'Europa Under-21: 1

Slovacchia 2000
- Bronzo olimpico: 1

Atene 2004
- Campionato mondiale: 1

Germania 2006

#### Individuale
- Capocannoniere dell'europeo Under-21: 1

Slovacchia 2000 (3 gol)
- Miglior giocatore dell'europeo Under-21: 1

Slovacchia 2000
- Miglior giocatore della finale del mondiale: 1

Germania 2006
- All-Star Team del mondiale: 1

Germania 2006
- Pallone di bronzo del mondiale: 1

Germania 2006
- FIFA/FIFPro World XI: 1

2006
- Pallone d'argento: 1

2011-2012
- ESM Team of the Year: 1

2011-2012
- Pallone Azzurro: 1

2012
- Squadra del Torneo UEFA dell'europeo: 1

Polonia-Ucraina 2012
- Squadra dell'anno UEFA: 1

2012
- Gran Galà del calcio AIC: 8

Squadra dell'anno: 2012, 2013, 2014, 2015
Miglior calciatore assoluto: 2012, 2013, 2014
Premio alla carriera: 2018
- Guerin d'oro: 1

2012
- Premio Bulgarelli Number 8: 1

2013
- Premio Nazionale Carriera Esemplare "Gaetano Scirea"

2013
- Squadra della stagione della UEFA Europa League: 1

2013-2014
- Squadra della stagione della UEFA Champions League: 1

2014-2015
- All-Time XI dell'europeo Under-21: 1

2015
- Globe Soccer Awards: 1

Premio alla carriera per calciatori: 2015
- Premio internazionale Giacinto Facchetti

2017
- Inserito tra le “Leggende del calcio” del Golden Foot

2018
- Inserito nella Hall of Fame del calcio italiano nella categoria Giocatore italiano

2019
- Candidato al Dream Team del Pallone d'oro (2020)

### Allenatore
- Supercoppa italiana: 1

Juventus: 2020
- Coppa Italia: 1

Juventus: 2020-2021

## Opere
- Penso quindi gioco, con Alessandro Alciato, Milano, Mondadori, 2013, ISBN 88-04-62869-3.